# Seriate
Seriate [seˈrjaːte] (Seriàt [sɛˈɾjat] in dialetto bergamasco) è un comune italiano di 25 684 abitanti della provincia di Bergamo in Lombardia. Attraversato da nord a sud dal fiume Serio, si trova a circa 4 chilometri a est del capoluogo orobico e fa parte dell'Hinterland bergamasco.

## Origini del nome
Il toponimo di Seriate citato nelle carte antiche già dal 949 d.C. ed esistono due teorie riguardo all'origine del nome. Alcuni asseriscono che derivi da "Sarius", l'antico nome latino del fiume Serio. Mentre altri sostengono che derivi dall'idioma gallo-ligure tipico di tutti i territori vicini ad un fiume, con la desinenza -ate (Brembate, Locate, Capriate, Serate...).
La terminazione ate – atum risale all'epoca romana; comunque, sia per il fiume Sarius sia per Sariatum, rimane misteriosa l'origine della denominazione.

## Storia
L'origine di Seriate risale al tempo della tarda dominazione romana, come confortato da alcuni reperti rinvenuti sulla sponda destra del fiume in zona Paderno risalenti al periodo dal III al IV secolo d.C. Si presume che il pagus rivestisse una discreta importanza per il controllo della via di accesso a Bergamo e del passaggio del fiume Serio. In questo periodo infatti oltre al guado si ipotizza l'esistenza di un ponte nelle cui vicinanze si sviluppò il successivo nucleo sempre sulla sponda destra del fiume attorno alla Chiesa di San Grisogono.
Nel 986 il paese è citato come luogo fortificato (castrum) a difesa contro gli Ungari; consolidamento che trova la ragione anche nella posizione di controllo del percorso della vecchia strada romana Bergomum-Brixia.
Questo periodo di relativa calma viene interrotto dalle lotte fra le fazioni di guelfi e ghibellini che tra il XIV e XV secolo causano una serie di saccheggi, incendi e distruzioni. A ciò si aggiunge un'epidemia di peste nel 1455 che lascia il paese deserto per sei mesi.
È da attribuire a questi eventi la scomparsa pressoché totale del nucleo posto attorno alla chiesa di San Grisogono e il rifondarsi dell'abitato sulla riva sinistra del fiume attorno alla Chiesa di San Cristoforo.
A questo periodo di profonda instabilità pone termine il dominio della Repubblica di Venezia nel 1428. La Serenissima attua una serie di iniziative volte a risollevare la situazione sociale ed economica dell'intera Bergamasca oltre a favorire direttamente il borgo di Seriate che l'ha sostenuta durante le dispute con il Ducato di Milano per la supremazia sul territorio bergamasco; a tale riguardo la comunità di Seriate è esentata da tasse e dazi per ben 10 anni.
Nel 1630 l'epidemia di peste riduce gli abitanti da 968 a 376. Seriate si risolleva grazie allo sviluppo della manifattura tessile, alla riorganizzazione delle campagne e alla pace garantita da Venezia.
Nel 1778 viene inaugurata la nuova chiesa parrocchiale intitolata al Santissimo Redentore.
Successivamente il tessuto urbano, che per mezzo millennio era rimasto sostanzialmente immutato, subisce decisivi interventi di trasformazione che segneranno il futuro sviluppo edilizio e industriale del paese. Il termine della dominazione veneta avviene nel 1797 per opera della Repubblica Cisalpina, alla quale subentra l'impero austriaco che inserisce Seriate a partire dal 1815 nel Regno Lombardo-Veneto.
Proprio sotto questo regime nel 1857 viene inaugurata la stazione della ferrovia posta sul tracciato Milano-Venezia attorno a cui si localizzano i primi insediamenti industriali. In prossimità della stazione avviene l'8 giugno 1859 un episodio garibaldino che contribuisce alla liberazione del territorio bergamasco dagli Austro-Ungarici.
Nel 1895 viene realizzato il primo edificio scolastico e nel 1907 l'ospizio Bolognini, diventato poi ospedale di riferimento della città. Nel 1960, in pieno periodo di boom economico, l'abitato si espande a macchia d'olio.
Il 2 gennaio 1989 Seriate si può fregiare del titolo di città, onorificenza legata soprattutto allo sviluppo industriale ubicato nella zona del P.I.P. a sud-est della città. L'abitato si è esteso sino alla conurbazione con Bergamo e si è dotato di strutture scolastiche, sportive, sanitarie, di parchi e di piste ciclabili.

### Le origini
Il quadro archeologico del comune di Seriate, parzialmente conosciuto grazie ai ritrovamenti ottocenteschi (due stele funerarie e un frammento di lapide al Museo Archeologico di Bergamo) si è arricchito nel 1979-1980 con il rinvenimento in località Paderno a ovest del territorio di 9 tombe e 2 cisterne.

L'individuazione dei reperti sotto uno strato di terra variabile da m. 0,40 a 0,80 del piano di campagna, l'orientamento irregolare, la tecnica costruttiva, la mancanza di corredo hanno deposto a favore della loro datazione nell'ambito del tardo periodo romano (IV secolo - V secolo d. C.).

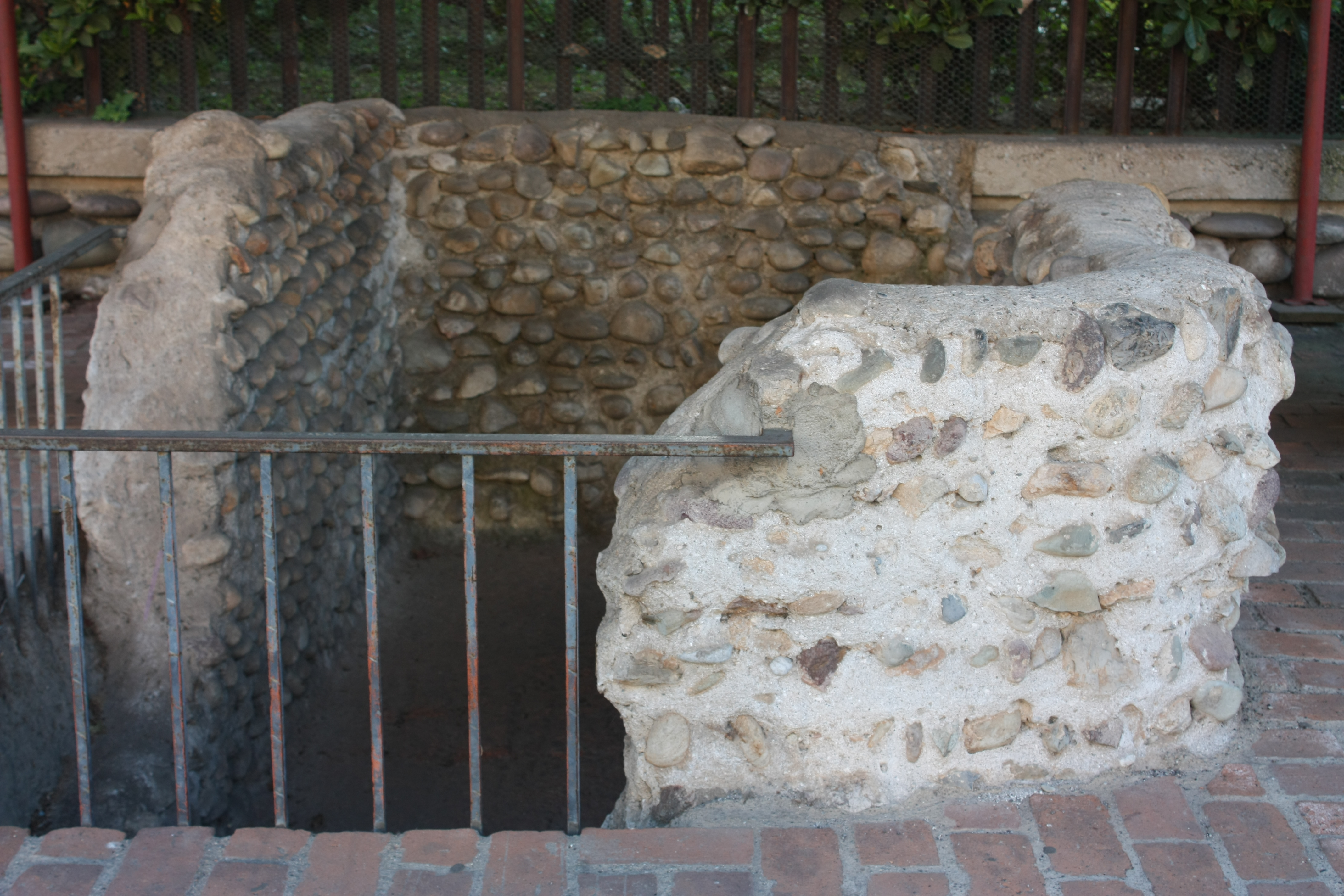
Cisterna romana

La tipologia della struttura tombale era varia per forma e materiale impiegato; accanto alle tombe interamente in tegoloni a bordo rialzato “alla cappuccina” a sezione triangolare o a quella a cassa a sezione quadrata si sono scavate tombe con struttura rettangolare a muretto, formato da pietre squadrate, ciottoli e frammenti laterizi legati con malta.
Due tombe completamente distrutte dai lavori agricoli e dalle radici delle viti coltivate in loco nei tempi successivi. Si ha ragione di credere che il numero delle sepolture fosse più elevato. In ogni tomba sono stati rinvenuti i resti di un solo corpo inumato, a eccezione della tomba F che è trisoma (contiene tre scheletri). Gli scarsi materiali composti da pochi pezzi in ceramica comune (olpi, tegami, olle) sono tipici di una produzione locale povera limitata ad un'area ristretta alle province di Milano, Bergamo, Brescia, Mantova.
Solo a Seriate si è riscontrata l'usanza di deporre all'esterno della tomba un'olpe.
Il ritrovamento a poca distanza, sempre sulla linea nord-sud del vecchio terrazzo fluviale, delle due cisterne conferma l'esistenza di un pagus forse a difesa del punto di passaggio del fiume documentato dall'itinerario Burdigalense (IV secolo), da quello Antoniano (III secolo) e dalla Tavola Peutingeriana (III secolo - IV secolo).
La prima cisterna rinvenuta presenta un ambiente rettangolare (lunghezza m. 3, larghezza m. 1,5, altezza m. 1,30) con angoli arrotondati.
Le pareti di uno spessore variabile dai 30 ai 65 cm sono costruite con ciottoli di fiume disposti all'interno in file regolari e legati con abbondante malta mentre all'esterno sono disposti in modo incoerente e legati con scarsa malta.
Il pavimento è costituito da uno spesso strato compatto di ciocco pesto. Questa cisterna è ancora visibile in via Paderno mentre l'altra, rinvenuta poco distante, è stata abbattuta per esigenze edilizie. Anche le tombe hanno subito la stessa sorte escluso la tomba “a cappuccina” ricostruita al Museo Archeologico di Bergamo.

### Il Medioevo
Nel 1263 Seriate si rese indipendente a livello amministrativo dalla città di Bergamo proprio quando cominciarono ad imperversare con più violenza le lotte di fazione tra guelfi e ghibellini. Di parte guelfa, Seriate vide le proprie famiglie più rappresentative, tra cui i Rivola e i Tarussi, combattere alleati con i Colleoni e i Bonghi contro i Suardi, potenti capi dei Ghibellini.
I cento anni intercorsi tra la metà del Trecento e la metà del Quattrocento furono i più devastanti della storia di Seriate e vennero dettagliatamente descritti nella Cronaca di Castello Castelli delle cose accorse in Bergamo negli anni 1378-1407 pubblicata dal canonico Giovanni Finazzi nel 1870. Fra paci firmate e non rispettate nell’estate del 1393 la lotta fra le due fazioni si fece particolarmente aspra: Seriate venne distrutta, uccisi 5 uomini che si erano rifugiati sul campanile. Occupato, predato e dato alle fiamme il castello di Comonte, rocca difensiva della famiglia Rivola, interrotte le vie di comunicazione al fine di evitare la fuga degli abitanti.
Fra guelfi e ghibellini i morti furono una cinquantina. I Ghibellini, non ancora soddisfatti della distruzione, ritornarono il 7 settembre dello stesso anno per bruciare le case che erano rimaste. Dopo il saccheggio di Scanzo da parte di 200 guelfi, della città e dei borghi, il 27 gennaio 1398 i ghibellini per ritorsione assaltarono il castello di Comonte difeso da Alessandro Rivola, che rifiutò la resa.
Momentaneamente lo scontro si spostò nelle campagne verso Gorle e venne proibito a chiunque di andare, di fermarsi e di abitare a Seriate. Il 24 febbraio però il castello fu assalito dai Suardi con “2000 pedoni e 400 cavalli” conquistato e bruciato, furono presi prigionieri 103 gentiluomini guelfi, occupate le torri e le case dei Tarussi e di Gasparino Rivola, uccisi decine di uomini.
Nel 1403 i Suardi massacrarono i guelfi sulle ghiaie del Serio presso il ponte e nel 1407 fecero un'altra incursione in Seriate con morti e rapine.
Nel 1428 Seriate venne a far parte del dominio di Venezia ma non ebbe ancora pace perché dovette subire le conseguenze delle guerre contro i Visconti spalleggiati dai Suardi. Nel 1439 il paese fu infatti assalito, rovinato e distrutte tutte le sue torri. Ulteriore danno derivò da un'altra pestilenza che era avvenuta nel 1399 e da un'epidemia di peste che nel 1455 lasciò deserto il paese per 6 mesi. Finalmente il 17 settembre 1459 arrivò la pace e gli abitanti di Seriate vennero esentati per 10 anni da ogni aggravio perché particolarmente danneggiati dalle recenti guerre.
Seriate dal 1428 al 1796 visse gli avvenimenti lieti e tristi del territorio, come le invasioni francesi e spagnole che si alternarono alla lunga dominazione veneziana, e proprio per la sua ubicazione sulla via di collegamento Bergamo-Venezia, divenne testimone particolare della storia.
Qui infatti “arrivavano i trombettieri della città per salutare l'ingresso del Podestà, dei capitani e degli altri ufficiali, che venivano da Venezia ogni anno alla scadenza della carica”. Il 2 ottobre 1509 il Podestà e i nobili di Bergamo vennero ad accogliere Carlo II d'Amboise, governatore di Parigi inviato a Milano come successore di Giangiacomo Trivulzio, gran maresciallo di Francia.
Qui passarono nel 1521 le schiere dei Lanzichenecchi e nel 1529 i soldati del Conte di Caiazzo al quale Venezia aveva affidato la difesa di Bergamo. Essi lasciarono i segni della loro insolenza e della loro rapacità rubando e devastando anche nei paesi limitrofi: i contadini di Seriate furono cacciati dal paese. Qui il 15 settembre 1575, inviato da San Carlo Borromeo, giunse il canonico milanese Francesco Porro col compito di visitare e catalogare tutti i luoghi religiosi nell'ottica della controriforma.
Seriate era un piccolo paese con appena 480 abitanti, ma la sua chiesa parrocchiale, dedicata a San Crisogono, era Capo Pieve di ben ventun parrocchie limitrofe. Gli atti di questo evento eccezionale, raccolti nell’opera monumentale redatta da Angelo Giuseppe Roncalli prima del suo pontificato, forniscono uno spaccato completo sia della vita religiosa che di quella economica e sociale del paese.
Nel periodo successivo di relativa calma furono ricostruiti cascinali e abitazioni, fu persino inaugurato nel 1581 il ponte nuovo, ma lo spettro della carestia e della peste era alle porte. Nell'aprile del 1630 alcune famiglie che si erano recate a Caravaggio dove già infuriava il morbo, al ritorno portarono il contagio nel paese: su 968 abitanti ne morirono 592 (247 femmine e 354 maschi).
Da Bergamo arrivò l'ordine di costruire 40 baracche grandi che potessero ospitare da 35 a 40 persone sulle rive del Serio al confine con Grassobbio; qui vennero trasferiti gli infetti e i sospetti più poveri perché il Lazzaretto di Bergamo era riservato ai cittadini più importanti. Queste baracche poi divennero 60; erano circondate da uno steccato e sorvegliate da guardie. Chi entrava veniva lavato, curato e tenuto in quarantena.
Chi moriva veniva sepolto nel cimitero della chiesa di Sant'Alessandro Martire a Paderno, che era isolata fra i campi. Questa chiesa secondo san Carlo Borromeo avrebbe dovuto essere abbattuta perché in stato di abbandono, ma in questa terribile circostanza ritrovò la sua sacralità. La devozione popolare per questi morti considerati quasi miracolosi fece sì che nel 1715 la chiesa fosse ricostruita: è ricordata come “Chiesa dei morti di Paderno”.
Un'altra struttura religiosa a ricordo della peste fu costruita a Seriate a margine della via Nazionale; questo tabernacolo a metà del Novecento venne demolito e ricostruito tale e quale quando la strada principale di accesso al paese venne pavimentata.
Spentosi il flagello della peste fu il Serio nel 1646 a fare nuove vittime e disastri: allagò quasi tutto il territorio e distrusse il ponte, che fu ricostruito a tempo di record in un anno e mezzo, ma nuovamente distrutto nel 1647 e riedificato nel 1649.
Nel 1700 Seriate era un piccolo paese di 1 200 abitanti popolato prevalentemente da mezzadri impoveriti da forme feudali di gestione delle terre di proprietà di pochi nobili latifondisti.
Qui nacque, visse ed esercitò il sacerdote Francesco Maria Bolognini (1723-1800). Uomo dalla carità intelligente, introdusse l’istruzione primaria assumendosi l’onere finanziario delle aule, degli insegnanti e del materiale didattico.
Fornì poi gratuitamente agli infermi un medico e un chirurgo nonché i medicinali necessari per combattere le malattie più diffuse come la pellagra, la scrofola e la tubercolosi. Con le sue ultime volontà lasciò “stabili, mobili, capitali, denari” tutti da convogliare in un'opera benefica che da lui prenderà il nome di Luogo Pio Bolognini e che tuttora opera sul territorio. Come ultimo avvenimento storico del periodo si ricorda che il 13 marzo 1797 a Seriate venne scortato dagli ufficiali francesi di Napoleone Bonaparte il Conte Ottolini ultimo Podestà veneto di Bergamo decretando così la fine del lungo periodo della dominazione di Venezia in terra ferma.

### L'Ottocento

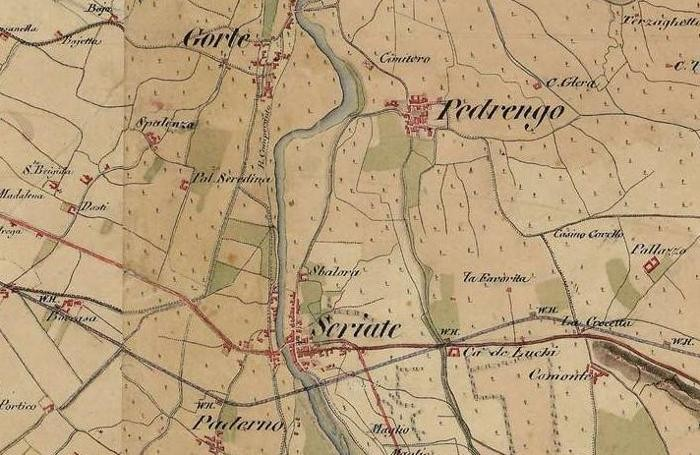
Seriate e dintorni negli anni 1850

Dopo la ventata rivoluzionaria di Napoleone, il Congresso di Vienna nel 1814 riportò la Lombardia sotto il governo degli Austro-Ungarici, ma in silenzio fervevano dei reazionari per cui questo governo fu proiettato a sopprimere ogni impeto di indisciplina e libertà. Nel 1816 contro i rei di assassinio e di aggressione sulle strade si decretò di procedere con giudizio sommario entro le 24 ore. Il primo caso a Seriate si verificò contro alcuni malviventi che avevano aggredito un carrettiere. Nel 1835 venne festosamente accolto dal popolo a Seriate l'arciduca Ranieri, viceré del regno Lombardo-Veneto, ma non certamente dalle due famiglie seriatesi che più si distinsero nelle lotte del Risorgimento: Piccinelli e Tasca.
Malgrado l'ostilità verso gli occupanti nel 1848 fu curato in casa Piccinelli il colonnello Chneidez, comandante austriaco a Bergamo in fuga dalla città dopo la prima guerra d'indipendenza.
Un'altra opera di carità cristiana si svolse a Comonte dove Costanza Cerioli, divenuta S. Paola Elisabetta, allestì un porticato nella casa colonica, fece distendere molta paglia, preparare bende e brodo: lei stessa medicò e rifocillò i 12 feriti Austro-Ungarici. L’economia del paese era ancora prettamente agricola (l’80% del territorio era coltivato a biada, gelsi e viti) e i suoi abitanti (nell'anno 1861 nº2466, nel 1881 nº3369) erano prevalentemente agricoltori tranne alcuni esercenti alimentari ubicati sulla via principale di transito a ristoro dei viandanti. Alcuni carrettieri erano dediti al trasporto di ghiaia e sabbia, che abbondava nel letto del fiume. Dalla visione dei carretti trainati ininterrottamente da asini, nacque probabilmente il detto: “Seriate paese degli asini”.
I tempi erano però maturi per lo sviluppo delle industrie e del commercio per cui si rese necessario potenziare le vie di trasporto: nel 1813-1816 venne realizzato un tronco di strada postale, via Dante, e nel 1857 fu completata la stazione ferroviaria MI-VE a ridosso della quale dal 1879 si posizionarono le industrie. La prima menzionata da Maironi da Ponte fu la fabbrica delle stringhe di seta a cui si aggiunsero il cotonificio Turri, la birreria Von Wunster, la bachicoltura Ambiveri pioniere dello sviluppo industriale del 1900.

L'episodio storico più eclatante avvenne l'8 giugno 1859 raccontato dallo stesso protagonista Ercole Piccinelli al direttore della “Gazzetta della Provincia” di Vicenza il 14 gennaio 1884. Da Brescia era partito un treno carico di 150 Austriaci, guidati da un capitano e da un tenente, diretto a Bergamo, ma venne fermato prima della stazione di Seriate. Gli Austriaci presero in ostaggio il capostazione, il segretario comunale e il sindaco Ercole Piccinelli mentre suo fratello dottor Antonio andava verso Bergamo ad informare Garibaldi, che aveva conquistato la città senza colpo ferire entrando da porta S. Lorenzo.

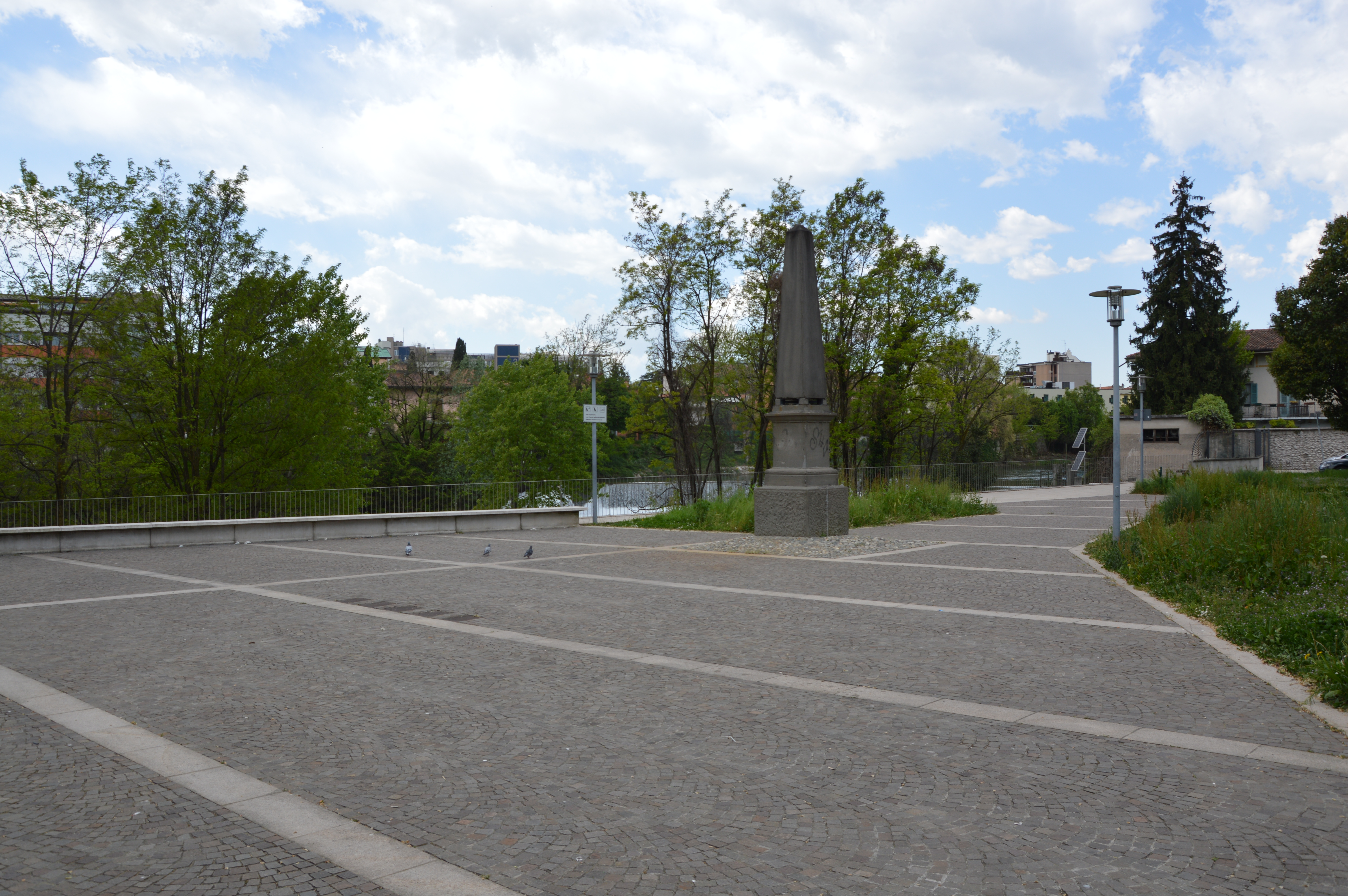
Obelisco commemorativo

Lungo la strada si imbatté in un manipolo di garibaldini, guidati dal capitano Bronzetti e dal conte Gualdo, che, informati della presa degli ostaggi, si affrettarono verso Seriate. Frattanto gli Austriaci consegnarono agli ostaggi un foglio con le condizioni della resa della città e lo affidarono a don Piero Piccinelli col compito di consegnarlo al podestà di Bergamo. Nel frattempo incominciò l’attacco garibaldino che, basandosi sulla sorpresa, mise in fuga facilmente i nemici molto più numerosi.
Nell'assalto furono feriti gravemente il conte Gualdo, a cui fu amputata una gamba, e i due giovani studenti milanesi Francesco Decò laureando in legge, e Torquato Canetta laureando in medicina, che morirono pochi giorni dopo all'ospedale di Bergamo. Le loro ossa riposano nel cimitero di Seriate nel monumento a loro dedicato. A ricordo di questo combattimento nel 1925 nei pressi della ferrovia fu eretto anche un obelisco commemorativo.
Nelle guerre del Risorgimento si distinsero due seriatesi che vollero seguire Garibaldi: Ambrogio Giupponi e Luigi Testa. Definito da Giacinto Gambirasio “un avventuriero della libertà universale” Ambrogio Giupponi partecipò, non solo alla spedizione dei mille, ma anche a quella della liberazione delle Polonie dove però venne fatto prigioniero dai Russi, condannato ai lavori forzati in miniera e all'esilio in Siberia.
Il suo ritorno a Seriate fu una vera avventura. Luigi Testa “arruolato nell'esercito austriaco, ai primi moti italiani non esitò a disertare e ad arruolarsi nell’esercito sardo fino al sanguinoso tramonto di Novara. Subito si arruolò nella legione di Garibaldi e partecipò all'eroica difesa di Roma”. “Fu a fianco di Francesco Nullo a Calatafimi e Palermo e fu uno dei duecento animosi che primi passarono lo stretto e sbarcarono in Calabria”. Divertente è l’episodio in cui fu arrestato al posto di Francesco Nullo, ma poi rilasciato: da quel momento ebbe un trattamento degno “del signor colonnello”.

### Il Novecento
All'inizio del secolo Seriate era ancora un paese prevalentemente agricolo abitato da mezzadri; la povertà spinse molti ad emigrare in cerca di fortuna nei paesi vicini (Francia, Svizzera, Belgio). Malgrado l’impegno caritativo della Congregazione di Carità, che gestiva vari lasciti fin dalla metà dell'Ottocento, la miseria era dilagante e la pellagra regalò al nostro paese il triste primato di “zona più colpita nella bergamasca” (la mortalità infantile raggiunse il 272 per mille).
Nel 1914 allo scoppio della prima guerra mondiale, dei circa mille emigranti seriatesi forzatamente rimpatriati, cinquecento tornarono più poveri di prima tanto che anche l’Amministrazione comunale dovette intervenire potenziando le “cucine economiche” ed erogando buoni per l'acquisto di generi di prima necessità. Mentre nel 1915 partivano i Seriatesi per il fronte in paese giunsero 1200 profughi veneti evacuati dalle zone di guerra che vennero ospitati in varie strutture e anche in case private.
La gestione economica non fu facile anche perché 94 seriatesi morirono al fronte lasciando altrettante famiglie in difficoltà e per i reduci fu necessario offrire un reinserimento dignitoso. L’Amministrazione comunale si adoperò per creare nuovi posti di lavoro: preparazione di pietrisco per costruire le strade, rifacimento di facciate di case, costruzione della scuola elementare di Cassinone e ampliamento del Cimitero.
Nell'Istituto Sacra Famiglia di Comonte incessante fu l'opera di accoglienza ed educazione delle orfanelle, iniziata già dal 1857 da Paola Elisabetta Cerioli, al secolo Costanza. Anche a livello parrocchiale si operò per aiutare la crescita dei fanciulli; monsignor Guglielmo Carozzi, primo nella provincia, istituì nel 1921 su modello di Bergamo i "bagni di sole". La cura elioterapica, l'alimentazione regolare e l'allontanamento dai lavori pesanti dei campi, portarono ottimi risultati agli 80 maschi e 70 femmine frequentanti, come descritto dal direttore sanitario dottor Luigi Cinquini.
Accanto all'asilo Bolognini (6 novembre 1900) gestito dalle Suore Orsoline del Sacro Cuore di Gesù, cui suor Margherita Lussana diede un'impronta montessoriana, nel 1934 fu organizzato un asilo nido per bimbi da 0 a 3 anni permettendo così alle mamme un più facile inserimento nel mondo del lavoro delle varie industrie, che si stavano insediando nel territorio.
Nel 1907, grazie al supporto di ingenti lasciti testamentari e di offerte private, si posero le fondamenta dell'Ospedale Bolognini che, nato come ricovero per anziani poveri, nel corso del tempo si ampliò fornendo soprattutto ai Seriatesi particolari condizioni di assistenza. All'avvento del fascismo l'industriale Enrico Felli accettò il difficile compito di governare il comune gestendo con saggezza ed equilibrio le intemperanze faziose.
Podestà dal 1928 al 1942 si sforzò di offrire al paese la massima occupazione possibile non solo nella sua grande industria chimica, ma anche in una tessitura e in un calzificio. Fu tra i primi industriali a costituire una cassa ammalati per i suoi dipendenti, mentre sua moglie istituì un Consultorio Pediatrico. Si batté con tenacia per la costruzione di un nuovo edificio scolastico (necessità prioritaria anche rispetto all’acquedotto). Nel frattempo operò ricerche d'acqua nel sottosuolo, costruì il primo pozzo e installò a sue spese due tubazioni per fornire gratuitamente l’acqua potabile in due zone della sponda sinistra del Serio.
La seconda guerra mondiale reclamò le sue vittime anche a Seriate, seppur in numero minore rispetto alla prima. 35 caduti e 28 dispersi furono le vittime sul campo di battaglia a cui si aggiunsero 12 morti durante gli scontri nel periodo della liberazione e 6 deportati, che tornarono a casa salvi.
Il primo bombardamento si verificò il 28 ottobre 1942: un aereo nemico sganciò 7 bombe in risposta al fuoco delle mitragliatrici delle postazioni antiaeree ubicate nel centro del paese. Tre giovani, che si erano rifugiati sotto il cavalcavia ferroviario, vennero colpiti a morte. A causa del vicino aeroporto e della linea ferroviaria, Seriate fu un obiettivo sensibile, subì altri bombardamenti che fortunatamente non fecero ulteriori vittime.
Il senso di insicurezza diffusosi dopo l'8 settembre 1943 alimentò la resistenza anche a Seriate. Nella villa Ambiveri si formò un’organizzazione clandestina denominata “Banda Decò e Canetta”, dal nome dei due giovani eroi del Risorgimento morti dopo lo scontro di Seriate nel 1859. Elisabetta Ambiveri ne era l’animatrice e si assunse il compito di recuperare e occultare nella sua villa le armi che sarebbero eventualmente servite per la liberazione; venne tradita, arrestata, processata e condannata a morte, ma grazie all’intervento di molte autorità la pena capitale fu tramutata in 10 anni di carcere in Germania.
Al suo ritorno nel 1945 fu accolta con un'indimenticabile manifestazione di entusiasmo e in chiesa venne cantato un solenne Te Deum. Il 27 e il 28 aprile 1945 furono due giorni terribili per Seriate proprio quando a Bergamo si parlava già di pace. Lo scontro tra i fascisti della colonna Farinacci e i partigiani provenienti dalla zona di Sarnico lasciò sul terreno 10 morti e il mitragliamento da parte di una colonna tedesca di passaggio falcidiò altre quattro persone. La battaglia riprese nel pomeriggio: i partigiani guidati dal dottor Fortunato Fasana, comandante della Brigata 24 maggio, ebbero la meglio su un gruppo isolato di quattro fascisti che furono subito fucilati sul sagrato della chiesa parrocchiale.
Il 28 aprile una colonna di tedeschi in ritirata proveniente da Zanica e diretta a Zandobbio, senza essere provocata, aprì una sparatoria nel paese causando altri quattro morti.
Fra i sepolti al cimitero del paese c’è anche un giovane soldato tedesco caduto dal camion e travolto da un altro automezzo.
Dopo la guerra inizia anche per Seriate il periodo della ricostruzione.

### Il Milite Ignoto
Il 4 novembre 2021 anche a Seriate, come in tutta Italia, oltre all’anniversario della vittoria della prima guerra mondiale, si celebra la giornata del “Milite Ignoto”, cioè di quel soldato che non è stato identificato, ma che rappresenta i seicentocinquantamila caduti sul fronte.
Cento anni fa la salma di un militare sconosciuto fu scelta, portata a Roma e posta sull’Altare della Patria, da allora sempre vigilata dalla Guardia d’onore.
Tra il 29 ottobre e il 2 novembre 2021, un “treno della memoria” ha ripercorso il viaggio di quel convoglio speciale che da Aquileia a Roma si fermò in 120 città e paesi, accogliendo corone di fiori e manifestazioni di affetto e riconoscenza: un doveroso spontaneo tributo al sacrificio di tanti eroici soldati.
Il Segretario Generale dell’ A.N.C.I. -Associazione Nazionale dei Comuni Italiani- su proposta del Gruppo delle Medaglie d’Oro al Valor Militare d’Italia, con nota del 3 marzo 2020, ha invitato tutti i Comuni d’Italia ad aderire all’iniziativa di conferimento della cittadinanza onoraria al Milite Ignoto.
In data 27 settembre 2021 il Comune di Seriate ha conferito la cittadinanza onoraria al Milite Ignoto, cittadino d'Italia.

### Simboli
Il comune ha adottato con il D.P.R. del 1º settembre 1969 uno stemma costituito da uno scudo troncato: la parte superiore di colore argento indica la zona centrale e industriale attraversata da una fascia ondata azzurra che rappresenta il fiume Serio, la parte inferiore di colore rosso indica la zona agricola.
Stemma
(D.P.R. del 1º settembre 1969)
Gonfalone
(D.P.R. del 1º settembre 1969)
Bandiera
(D.P.R. del 30 ottobre 2008)

## Monumenti e luoghi d'interesse

### Architettura civile

#### Palazzo comunale
Il palazzo comunale si trova lungo via Italia, all'altezza dell'incrocio con via Paderno, nella zona centrale della città.
È stato costruito sulla superficie occupata dal vecchio palazzo comunale ormai insufficiente ai bisogni della città.
L'edificio comunale e la nuova piazza antistante, intitolata al pittore seriatese Angiolo Alebardi, sono stati progettati dagli architetti Sergio Crotti ed Enrica Invernizzi e sono stati inaugurati il 18 dicembre 1993.
A livello architettonico il porticato del palazzo, di forte impatto costruttivo, acquisisce un'importanza predominante rispetto alla zona operativa vera e propria, più arretrata; la struttura è in cemento armato a vista.
All'interno, due grandi spazi: uno dedicato al baritono seriatese Virgilio Carbonari è adibito a mostre ed esposizioni d'arte; il secondo ospita parte dell'archivio comunale. Oltre il porticato, il palazzo comunale vero e proprio si sviluppa su cinque livelli, dal piano terra al quarto piano, ognuno contraddistinto da un colore.
Nel 1997 il progetto degli architetti Crotti e Invernizzi è selezionato per il premio "In/Arch-Domus” indetto dalla sezione lombarda dell'Istituto nazionale di architettura e dalla rivista Domus, con il patrocinio dell'Assessorato alla Cultura della Regione Lombardia. Nella relazione della giuria l’opera è definita “come una corte d’onore per accogliere i cittadini“.

#### Torre di via dei Tasca
La torre fu innalzata probabilmente nel XIV secolo dalla famiglia guelfa Tarussi, a cui nel 1393 i Ghibellini arsero le case. Di pianta quadrata (lati di metri 7,50), risulta cimata, così come si può dedurre dallo spessore dei muri alla base (m. 1,32) e dalla piccola apertura originaria sul lato nord.
La muratura rivela, nella diversità del materiale utilizzato (maiolica, arenaria, pietre ferrose) rappezzi antichi, riferibili alle distruzioni operate tra la fine del XIV secolo e i primi decenni del Quattrocento.
I tre piani, collegati da ripide rampe di scale, originariamente in legno, sono coperti a crociera.

#### Torre di via Cerioli
La torre è collocata in posizione angolare in via Cerioli, nell'ultimo caseggiato prima della villa Medolago-Zavaritt; notevolmente mozzata, è visibile solo dal cortile interno della cascina in cui è inserita.
La muratura in pietra squadrata e bugnata suggerisce una datazione intorno al XIII o XIV secolo; secondo l'architetto Clivati: “la torre può assumere particolare rilevanza al fine della definizione dei limiti del castrum medioevale” di cui si parla già dal 968 DC.

#### Castello Rivola a Comonte
I Rivola, nobile e antica famiglia bergamasca, Guelfi, nemici acerrimi dei Ghibellini Suardi, erano proprietari del castello eretto sulla collina di Comonte, oltre che di numerosi appezzamenti di terreni e di case nel territorio di Seriate e anche in quello di Bergamo, dove possedevano la casa denominata “Gromo dei Rivola”, in Città Alta, che divenne la sede della Zecca dal 1293 al 1302.
Il castello, sorto in posizione strategica come primo avamposto sulla strada pedemontana tra Bergomum e Brixia, fu una struttura prevalentemente difensiva; fu più volte assalito, distrutto e ricostruito.
La struttura era a tipico castello recinto, composto da una recinzione delimitata da una cortina muraria (con lo scopo di proteggere la popolazione, il bestiame e i raccolti) e da una torre di avvistamento.
L'unica torre rimasta, a pianta rettangolare, testimonia nello spessore dei muri della porta d'accesso, l'antica presenza di una saracinesca di difesa.
Il castello appartiene all'Istituto delle Suore della Sacra Famiglia di Comonte; ciò che rimane della struttura, dopo i restauri del 1969 cura dell'architetto Pippo Pinetti, è sede del Noviziato dell'Istituto; nel mastio è stata ricavata la chiesa. Oltre al Noviziato, la costruzione ospita l'Ente di Formazione dello stesso Istituto con corsi triennale di formazione professionale per operatore commerciale e operatore agricolo.

#### Castello della Molina o Cascina Molina
Il castello della Molina, in via Garibaldi zona Paderno, era una struttura fortificata, con attorno il largo fossato della roggia Vecchia, poi coperta.
Sorto qui in prossimità dell'argine destro del fiume, forse a guardia di un guado, fu probabilmente un antico insediamento degli Umiliati.
I proprietari di cui si hanno notizie certe furono i Della Torre nobile famiglia milanese del 1400 che ne fecero la loro casa domenicale fino al XIX secolo.
Largamente rimaneggiata nella sua struttura rurale presenta una parte residenziale secentesca con l'aggiunta di una cappella privata con accesso anche dalla via.
In alcuni tratti dei muri si nota ancora le disposizioni dei ciottoli a lisca di pesce mentre nella parte sud-ovest è visibile una torretta circolare di avvistamento.
Presenta una parte residenziale di struttura secentesca con una cappella, largamente rimaneggiata; nella struttura rurale, realizzata in gran parte con muratura in ciottoli posti a lisca di pesce, si riconosce una piccola porzione di torretta circolare.

#### Villa Guerrinoni
Le prime notizie sulla villa risalgono al 1808, grazie ad una planimetria catastale: sul lato est correva la strada comunale dei "Mortini", sul lato sud la villa si affacciava sulla Regia Strada Postale, ora via Italia; a ovest una via privata, ora via Colleoni. Il retro del complesso era delimitato da una recinzione in muratura di ciottoli disposti a lisca di pesce.
La proprietà era composta da due corpi di fabbrica a forma di "L" e da un campo “aratorio, vitato ed adacquatorio“.
Nel corso degli anni la villa passò di mano in mano sino all'acquisto, nel 1883, da parte di Luisa de Lange, vedova del nobile Giandomenico Guerrinoni, originario della Val Brembana. La vedova abitò la villa con le due figlie, Luisa e Maria; quest'ultima sposò in prime nozze il dottor Bonaventura Tini, da cui ebbe un figlio, Giambattista, notaio, che fu sindaco di Seriate nei primi anni del Novecento. Egli fu l'ultimo proprietario della villa come discendente della famiglia Guerrinoni.
Il complesso divenne nel 1941 proprietà delle suore dell'Istituto della Sacra Famiglia di Comonte e, quindi, sede del Noviziato, dopo le opportune modifiche per adattare gli ambienti alle esigenze della comunità religiosa. Nel 1969 il Noviziato fu trasferito a Comonte, nel ristrutturato castello Rivola.
La villa venne acquistata negli anni Ottanta del secolo scorso dal comune di Seriate per destinarla a biblioteca comunale con l'obiettivo di recuperare l'impianto originario, adattando l'edificio al nuovo utilizzo.
Dal 1987 la villa è intitolata a Giacinto Gambirasio, illustre seriatese (1896-1971) divenuto famoso nel settore industriale, commerciale, editoriale, culturale e politico.

#### Villa Ambiveri
La villa si trova in centro a Seriate e affaccia il suo giardino settentrionale su via Dante; quello meridionale è delimitato da via Molino Vecchio ad est e da via C. Colombo a sud.
Il corpo originario della villa, cioè il solo edificio rettangolare che da su via Tasca, fu costruito dai conti Vertova nei primi decenni del 1700. Sono successivi i due sopralzi laterali e alcune decorazioni, tra le quali si distingue il medaglione con l'immagine di Torquato Tasso, posto in facciata.
All'interno un elegante porticato a colonne binate d'impostazione secentesca, termina su due edifici a bugnato di malta. Da questi partono altre due strutture rettangolari più basse risalenti alla seconda metà dell'Ottocento, probabilmente volute dai successivi proprietari della villa, i Tasca prima e gli Ambiveri poi.
Ultima proprietaria della villa fu Elisabetta Ambiveri (Betty) figlia primogenita di Giovanni Ambiveri, importante presenza femminile nella realtà sociopolitica del Novecento, non soltanto a livello locale, come dimostrano i numerosi incarichi e le tante iniziative da lei sostenute.
Con i suoi 58 vani di abitazione, e la cappella, villa Ambiveri è una sontuosa villa padronale.
In fondo al cortile si trovano due grandi statue raffiguranti il Nilo e il Tevere, collocate sul parapetto di due vasche rettangolari a peschiera, alimentate dalla roggia Martinenga.
La villa e i suoi 1600 m² di area verde, sono sottoposti a vincolo pubblico dal 1914.
Alcune sale al primo piano sono affrescate, secondo la moda del tempo, dai “pittori di sala” Carlo Rancilio e Paolo Vincenzo Bonomini con figure neoclassiche, formelle, vasi decorativi. Un altro tipo di affresco, attribuito al Nebbia, soprannome di Luigi Deleidi, si può ammirare in una sala al pianterreno: rappresenta un paesaggio fluviale che, partendo dalle pareti, sale al soffitto senza soluzione di continuità, dilatando lo spazio.
All'interno di villa Ambiveri è ospitata "Russia Cristiana", che dal punto di vista ecclesiale è un'associazione pubblica di fedeli, sorta nel 1957 a opera di padre Romano Scalfi. Tra le varie attività della Fondazione si segnalano il Centro Documentazione e la ricchissima biblioteca specializzata sulla Russia. La Russia Cristiana di Seriate organizza, in questa residenza, corsi di pittura di icone e mostre.
Nella cappella bizantina di villa Ambiveri è possibile partecipare alla liturgia in rito bizantino-slavo.

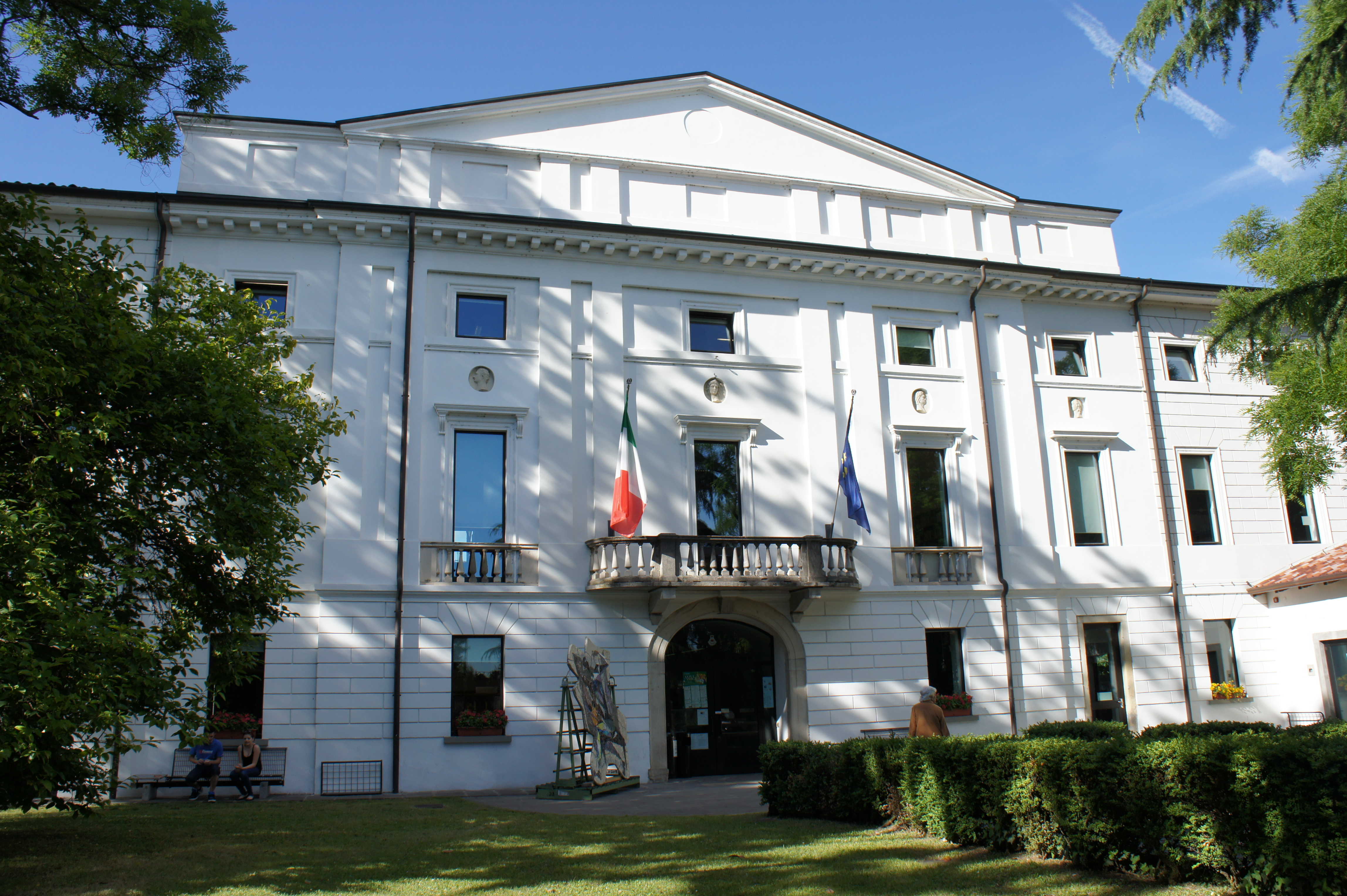
Villa Guerinoni - sede della Biblioteca di Seriate
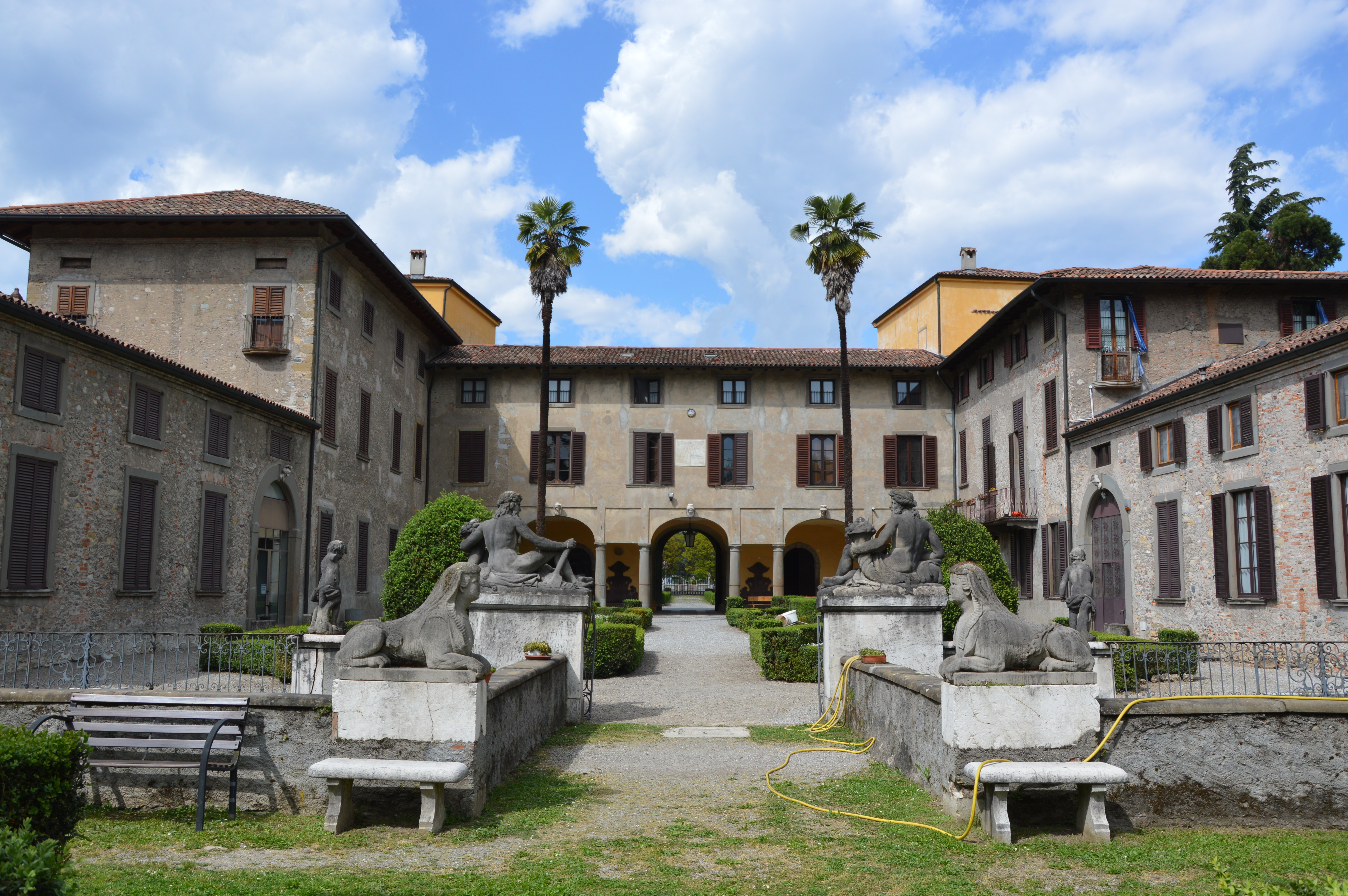
Villa Ambiveri
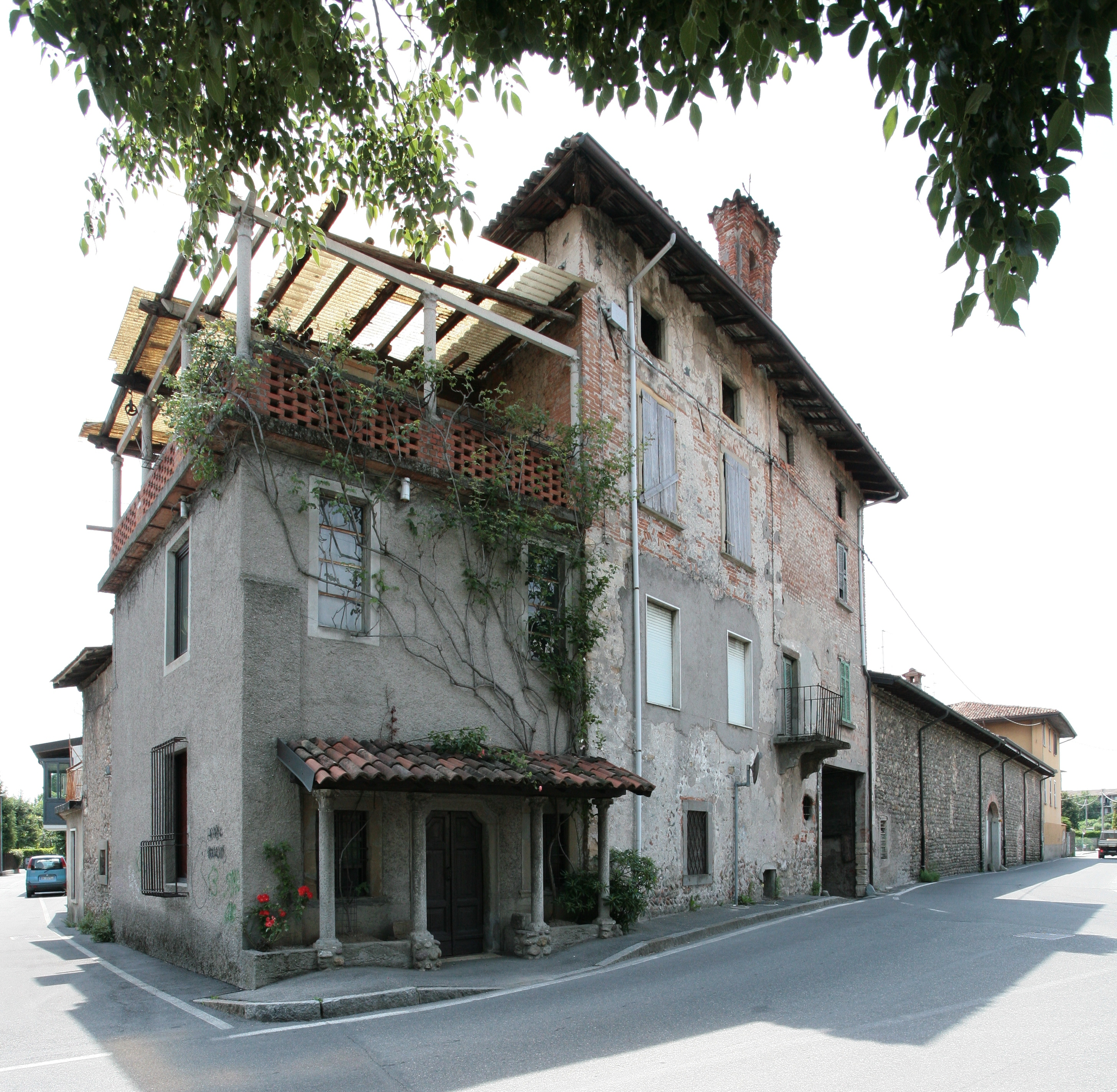
Cascina Molina
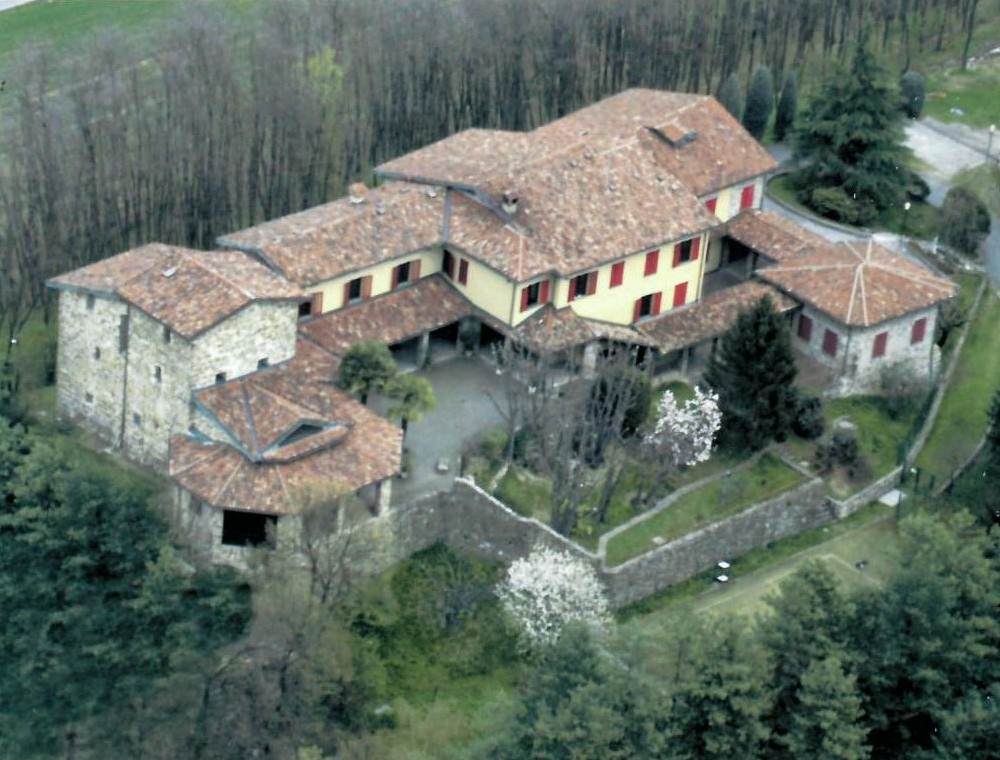
Castello Rivola - Comonte
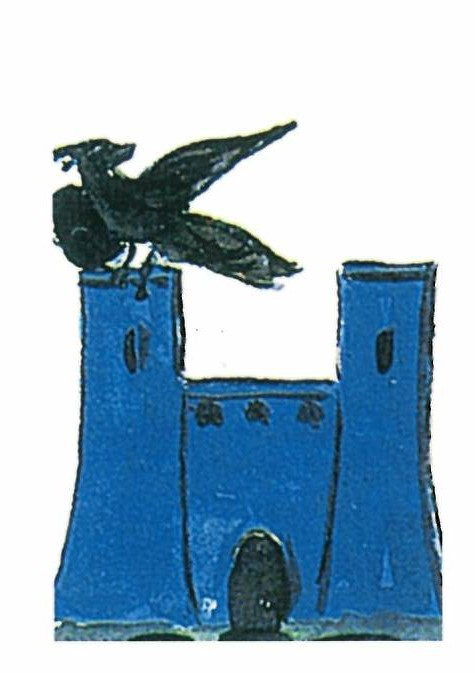
Stemma della famiglia Rivola

#### Villa Piccinelli
La dimora storica, situata sulla sponda sinistra del fiume Serio, tra piazza Giovanni XXIII e via Venezian, è costituita da due edifici principali. Il più antico, a forma di "L" è posto a sud-est della piazza, è detto "casa rossa” dal colore della tinteggiatura, costeggia la casa. Risalente presumibilmente al XVII secolo, comprendeva, nel primo tratto, l'abitazione signorile; il secondo lato era costituito dalle cascine e da una filanda, in seguito trasformata in scuderia e ora ospitante il museo civico “Monsignor Carozzi".
L'acquisizione successiva da fonte della famiglia Piccinelli della adiacente proprietà Bolognini nel primo 800, ha ampliato notevolmente la struttura che è diventata un solo corpo di fabbrica con affaccio sulla via principale dal ponte alla parrocchiale.
Per l'occasione fu aperto il nuovo portone, sormontato dallo stemma della famiglia nel quale campeggia una biscia, a ricordo del nome originario: Piccinelli de' Bisciolis.
Il corpo più recente, detto anche "casa gialla", è stato costruito nella zona interna del parco addossato alla prima struttura tra il 1890 e il 1895.
Accanto all'ingresso, a destra, una lapide ricorda il fatto d'armi del 1859 e l'eroico patriottismo di Ercole Piccinelli, sindaco di Seriate dal 1820 al 1860, il più illustre personaggio della famiglia, che vanta una continuità di oltre due secoli nell'impegno civile, politico, sociale.
La botanica rappresenta una passione tramandata di generazione in generazione nella famiglia Piccinelli. L'ampio parco, che si estende lungo l'alta riva del Serio offrendo scenari incantevoli, ospita una grande varietà di essenze comprendenti sia piante autoctone sia importate da Asia, Africa e Americhe; tra queste ultime si possono ammirare esemplari centenari di maestosa bellezza.
Una serra in stile moresco, pensata come giardino d'inverno e graziosamente decorata, venne fatta costruire da Giovanni Piccinelli nel 1860, dopo un soggiorno in Marocco; è tuttora utilizzata come gazebo e gentilmente concessa per esposizioni nell'ambito di manifestazioni culturali, unitamente al grande parco.
Nella villa era conservata un'importante collezione d'arte di oltre duecento dipinti, composta nella seconda metà dell'Ottocento da Antonio Piccinelli (1816-1891), in cui spiccavano autori come Lotto, Moroni, Fra' Galgario.

#### Villa Medolago-Zavaritt
Nel XVIII secolo quasi tutto il settore nord- ovest del territorio di Seriate era di proprietà dei conti Medolago.
La villa si trova in via Cerioli, sulla sponda destra del fiume Serio, poco prima del ponte in ferro che collega la via a via Venezian, sulla sponda sinistra.
Presenta un doppio affaccio: sulla via è caratterizzata da un edificio a due piani, che termina a destra in una torretta angolare con una loggia; verso il fiume il fronte presenta un portico e due ordini di loggiati. L’impianto è a “U“, le ali laterali si protendono verso il fiume. Nel corpo centrale uno dei locali a volta del piano terra era adibito, fino al 1940, a cappella di famiglia; l’ingresso era dalla strada.
Adiacente al lato nord della villa, una costruzione coeva era adibita a cascina e filanda: ora, dopo un recupero e un restauro che hanno interessato entrambi i corpi di fabbrica, il complesso è suddiviso in vari appartamenti.

#### Villa Tassis a Comonte
L’aspetto della villa è quello della ristrutturazione del palazzo effettuata dai Tassis a partire dalla seconda metà del Settecento, poi abbellita e arricchita da decorazioni in età neoclassica.
Alla morte di Maria Teresa Tassis, il marito Gaetano Busecchi, divenuto proprietario della costruzione, sposò Costanza Cerioli. Nata a Soncino nel 1816, di 40 anni più giovane del consorte, la Cerioli rimase ben presto vedova e sola, avendo perso anche tutti i suoi figli. Consacratasi al Signore, fondò un istituto religioso nella casa che l’aveva vista contessa. La villa ha dunque subito diverse modifiche rese necessarie anche dal fatto che l'opera della Cerioli continua attraverso un moderno ed efficiente servizio scolastico.
All’ingresso della villa si trova lo stemma dell’Istituto della Sacra Famiglia, realizzato nel 1950 dall’architetto bergamasco Giuseppe Frisia, in occasione della beatificazione della fondatrice dell’Istituto. Lo stemma racchiude in sé la storia dell’edificio e dei suoi proprietari, è infatti composto dallo stemma dei Tassis, della Cerioli e della congregazione religiosa.
Il cortile della villa, a forma pentagonale, è l'ambiente architettonicamente più interessante; qui si colloca il campanile neoromanico, progettato dal bergamasco Bernardo Peverelli ed eretto nel 1891.
Nel 1795 il pittore bergamasco Vincenzo Bonomini (1757-1839) ha dipinto la stanza di rappresentanza a piano terra a destra subito dopo l'ingresso. È un trompe-l'œil che dal pavimento al soffitto immerge il visitatore in un ambiente agreste: particolari condizioni di luce hanno contribuito all’inalterata conservazione dei colori.
Nella seconda decade dell’Ottocento si collocano le tempere su muro opera di Luigi Deleidi detto il Nebbia, in una sala rettangolare del piano nobile; accanto a questa sala si trova la camera di Carlino, il secondogenito della Cerioli, morto all’età di sedici anni: le pareti sono dipinte a drappeggio con fauni e minotauri con strumenti musicali, in un puro stile di classicismo settecentesco.

#### Cineteatro "Gianandrea Gavazzeni"
Inaugurato nel 2004, il cineteatro sorge in via Carlo Cattaneo. Dotato di 452 posti a sedere, il cineteatro è nato dall'esigenza di offrire ai cittadini seriatesi uno spazio polifunzionale, che si presta a diversi utilizzi: spettacoli teatrali e di danza, conferenze, concerti, opere liriche e proiezioni cinematografiche.
La copertura esterna della struttura ha forma ondulata ed è completamente rivestita in legno, materiale usato anche per la pavimentazione interna. L'area d'ingresso comprende il foyer, la biglietteria, il bar, i servizi igienici e la cabina di regia.
La struttura è intitolata ad un illustre bergamasco, il maestro Gianandrea Gavazzeni (1909 – 1996), celebre e stimato direttore d’orchestra, compositore, saggista e scrittore.

#### Teatro Aurora
Di proprietà della parrocchia, si trova a ridosso della chiesa parrocchiale, con ingresso da via del Fabbro. Costruito negli anni Venti del secolo scorso su progetto dell’ing. Luigi Angelini, il teatro “Aurora” sostituì un vecchio teatrino preesistente dedicato a San Luigi Gonzaga.
Inizialmente il teatro presentava una platea, una loggia a ferro di cavallo e un ampio palcoscenico, oltre ad un'acustica di qualità; platea e loggia erano occupate da panche su cui sedevano gli spettatori; più tardi panche e sedie furono sostituite da poltroncine ribaltabili in legno.
L'inaugurazione avvenne nel 1925 con l'operetta “Cenerentola”; il teatro divenne poi punto di riferimento per la Compagnia Femminile, la Filodrammatica maschile e la Scuola di canto, sia femminile che maschile.
Oltre che teatro, l'Aurora è stato la prima sala cinematografica di Seriate. Negli anni Duemila, il teatro è stato sottoposto ad un recupero, nell’ambito del progetto di ristrutturazione degli uffici parrocchiali, che lo ha restituito ai seriatesi come “sala polivalente”.

#### Il cimitero
Seriate, nel corso della sua storia, ha usufruito di differenti strutture cimiteriali, a partire dalla semplice necropoli tardo-romana scoperta sul finire degli anni settanta del secolo scorso, fino all'odierno cimitero.
La necropoli, che risale al IV secolo - V secolo d.C., fu rinvenuta in località Paderno.
Attorno all'anno 1000 un primo cimitero fu edificato nei pressi della chiesa di San Grisogono, all'incirca nello spazio ad est della chiesa della Madonna del Buon Consiglio, in prossimità del parcheggio di fronte al palazzo comunale.
In un documento dell'archivio della Curia di Bergamo si legge che il cimitero “era indecente e non si sapeva dove riporre le ossa dei defunti escavati”. Nel 1698 la Confraternita della Buona Morte ed Oratione (i Disciplini Neri) si fece carico della costruzione, in un angolo del sagrato dove erano già stati traslati resti umani, di una struttura adatta a fungere da ossario e anche a luogo di adunanze; questo oratorio nel 1794 fu poi dedicato alla Madre del Buon Consiglio.
Nello stesso periodo, a Seriate, veniva utilizzato un altro cimitero, conosciuto come “cimitero alle ghiaie”, situato fuori dall'abitato, sulla sponda sinistra del Serio.
Edificato presumibilmente durante il periodo della dominazione veneta, era un campo isolato nel quale venivano tumulati anche i morti giustiziati per impiccagione a Bergamo: era pertanto conosciuto come “cimitero dei giustiziati o impiccati”.
La straordinaria piena del Serio del 1889 distrusse la vicina Chiesa di San Pietro d'Alcantara e danneggiò gravemente anche il cimitero che fu definitivamente dismesso nel 1885, dopo che i resti dei defunti furono traslati nel nuovo cimitero.
In ottemperanza alle regole fissate con l'editto di Saint Cloud del 1804, anche Seriate si attivò per la costruzione di un nuovo cimitero e, dopo numerose discussioni, perizie e progetti, si arrivò alla decisione di costruire il nuovo camposanto su un terreno di proprietà della Misericordia di Bergamo detto “alli Tragli”, situato vicino al centro abitato e facilmente raggiungibile dalla chiesa parrocchiale.
Il cimitero (dal greco Koimeterion da Koiman – dormire) ultimato nella seconda metà del XIX secolo, era in origine di dimensioni più limitate rispetto alle attuali e subì già nel primo ventennio del secolo scorso un primo ampliamento, cui ne fecero seguito altri, non ultimo quello del 2008 e i recenti interventi di riorganizzazione e di ristrutturazione.
L’ingresso principale è in stile neoclassico, progettato dall’architetto Pedercini.
È preceduto dal Parco delle Rimembranze, un maestoso viale lungo il quale sono collocate, su semplici cippi bianchi, targhe con i nomi dei Caduti seriatesi nelle due guerre mondiali. All’interno, superato l’ampio cancello di ferro, alla fine del viale centrale, si erge la cappella più antica; alle spalle di questa, la nuova e moderna cappella che ospita un Cristo crocefisso e segna l’inizio della parte più recente del cimitero: nelle cappelle si trovano le sepolture dei sacerdoti che hanno operato nella parrocchia od erano originari di Seriate.
Il progetto a cura dell'arch. Capitanio fu finalmente approvato e, dopo alcuni ritardi nei lavori, il nuovo cimitero risultava funzionante ad aprile del 1810, anche se la facciata fu ultimata soltanto nel 1860.
Con l'aumento della popolazione, nel corso degli anni, si rese necessario ampliare il camposanto; furono acquistate altre aree limitrofe, si deliberò la costruzione dei colombari sui muri di cinta a nord.

#### La Stazione Ferroviaria
La storia della ferrovia Venezia-Milano, realizzata dagli Austro-Ungarici per il piano di sviluppo del Lombardo-Veneto ebbe inizio il 1º aprile 1837 quando nello studio per la miglior direzione della medesima, si privilegiò il passaggio per Brescia, escludendo Bergamo.
Il nobile Giovanni Battista Bottaini, primo presidente della Camera di Commercio di Bergamo, si batté con tenacia contro quel progetto confrontandolo con reali motivazioni geografiche, ma soprattutto economiche: 50 000 persone occupate nelle fabbriche, il fiorente apporto economico della Fiera di Sant'Alessandro, le attrattive turistiche comprese le terme.
Una sottoscrizione fra i più bei nomi dell'aristocrazia e dell'industria bergamasca, (inclusi anche molti componenti della già allora componente svizzera) permise di raccogliere nel 1837 la somma di 85 milioni di lire da anticipare alla ditta Holzbamer di Bolzano per la costruzione del tratto bergamasco della ferrovia.
La Società delle Strade Ferrate MI-VE si mise subito in allarme e, con l'appoggio del Governatore di Milano boicottò il progetto bergamasco, proponendo la costruzione del troncoTreviglio- Bergamo.
I Bergamaschi dovettero abbozzare e il 6 maggio 1838 fu approvato il progetto che, di fatto, bloccò lo sviluppo economico di Bergamo.
La ferrovia MI-VE funzionò a pieno regime nel 1858.
L'inaugurazione della stazione ferroviaria di Seriate, il 20 maggio 1858, diede luogo a festeggiamenti: la ferrovia era considerata il non plus ultra del progresso, anche se allora, tra andata e ritorno, da Seriate transitavano giornalmente sei treni.

In questa occasione il seriatese poeta e patriota Ottavio Tasca scrisse una poesia inneggiante al progresso, venata di una certa quale ironia, da cui traspare il desiderio di libertà e indipendenza nei confronti della dominazione austriaca.

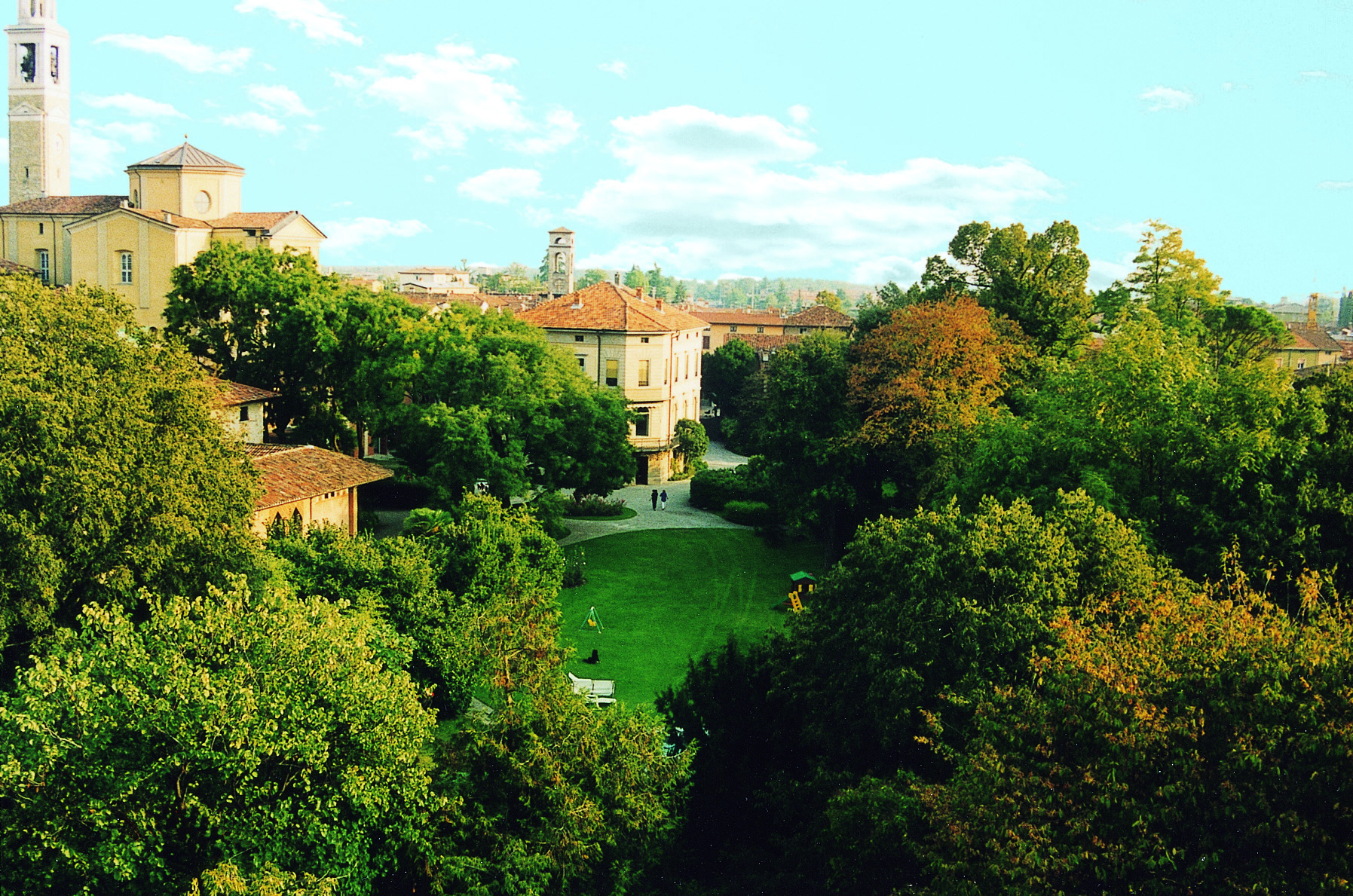
Villa Piccinelli
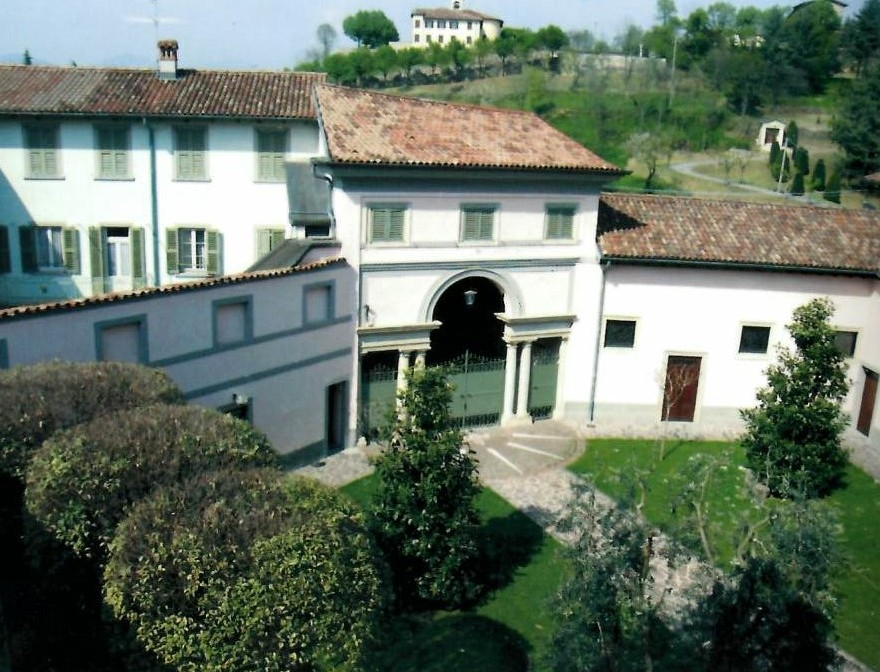
Villa Tassis
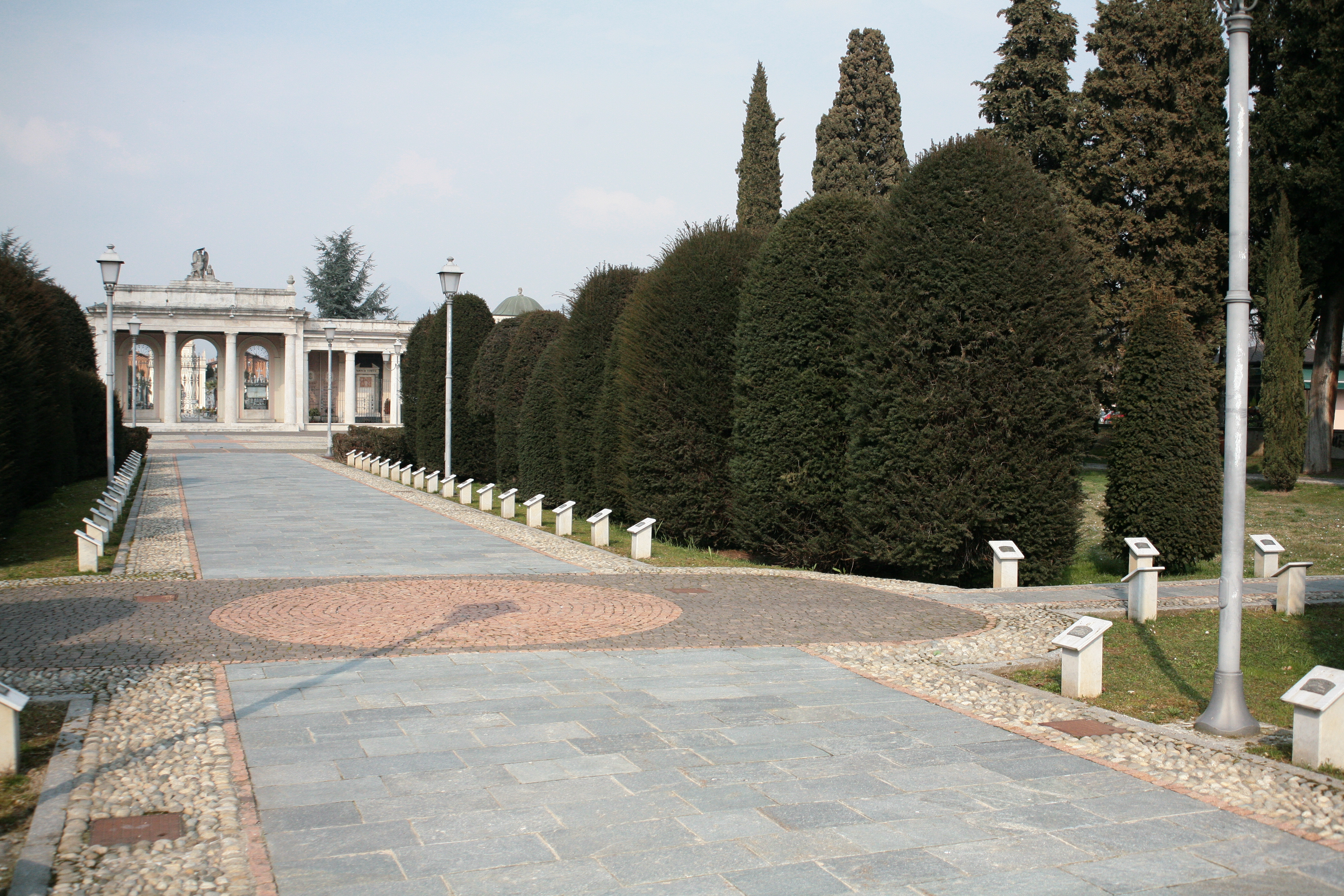
Cimitero monumentale

#### La Ciminiera
La ciminiera di via Alberto da Giussano, ridimensionata a poco più di 12 metri (dall’altezza originale di 28 metri) a seguito del fulmine che la colpì il 28 giugno 2022 compromettendone in modo serio la stabilità, resta a memoria di uno dei primi insediamenti industriali sul territorio seriatese. Era parte integrante del Cotonificio “Manifattura Lombarda Davide Turri” costruito nel 1885, poi successivamente trasformato in “Manifattura del Serio”. Nel 1910 lo stabilimento, reso inutilizzabile dalla grave crisi dell’industria tessile, venne chiuso e la società liquidata.

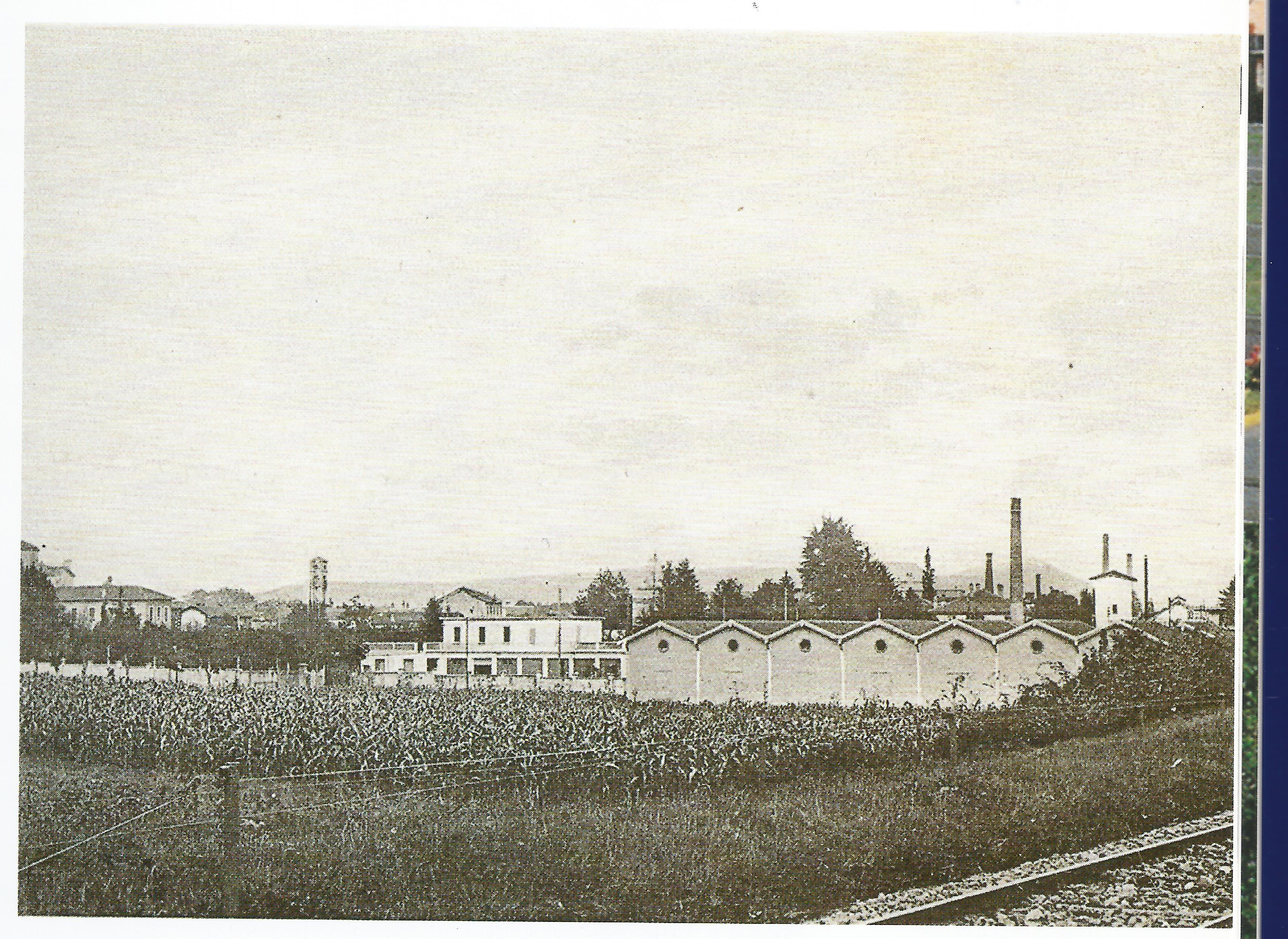
Ciminiere a Seriate

Nel 1915 la proprietà passò all’industriale Enrico Felli, la cui ditta aveva avuto origine a Milano nel 1905. Dal capoluogo lombardo nel 1916 veniva trasferito tutto il macchinario e venivano assunti 90 operai.
Negli anni Sessanta arrivò ad occupare circa 300 persone, tra operai ed impiegati.
La ditta Industrie Chimiche “Enrico Felli” S.p.A. produceva allora materie coloranti artificiali e lacche per stamperia di tessuti, possedeva un reparto di tintoria e ritorcitura, il più importante per numero di operai e tingeva e ritorceva per conto di terzi i filati destinati alle tessiture italiane per i loro svariati prodotti.

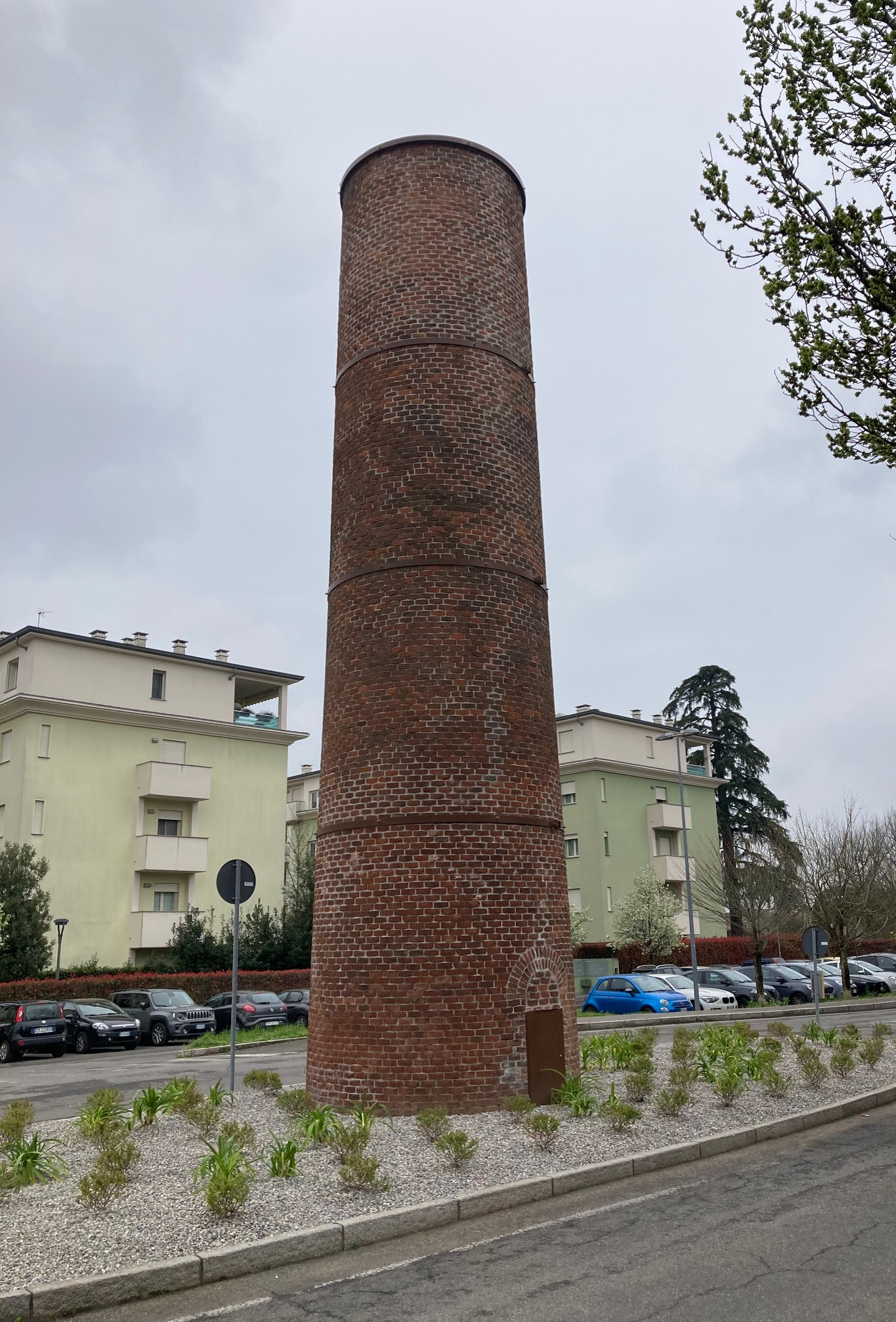
La Ciminiera dopo il restauro conservativo

La ditta rimase attiva a Seriate sino alla fine degli anni Novanta del secolo scorso (settembre 1999).
Il restauro conservativo viene completato nel 2025. 
Una semplice targa ne racconta la storia; la ciminiera rimane a testimonianza dell'epoca industriale seriatese.

#### I ponti
Seriate è bagnata dal fiume Serio, che la attraversa da nord a sud, per una lunghezza di 4,5 km.
Sul territorio comunale di Seriate sono stati costruiti sei ponti.
Ponte "Vittorio Emanuele II Re d'Italia"
“Ol put” per i Seriatesi, è stato inaugurato nel 1878. È stato costruito a tre arcate, su progetto del Genio Civile di Bergamo. Sul parapetto a sud era posta la lapide: “A Vittorio Emanuele II primo re d’Italia MDCCCLXXVIII“, a cui il ponte era ed è dedicato. Rispetto all'originale, risultano modificati: il selciato, in asfalto, originariamente era in ciottolato con passi carrali in pietra; i parapetti in pietra, che sono stati sostituiti da barriere in ferro; l'illuminazione, che è costituita da otto lampioni. Sono stati creati, inoltre, due marciapiedi ed è stata abolita una scaletta che permetteva la discesa pubblica al fiume, sul lato sud del ponte.
Per costruire il ponte fu necessario anche intervenire sulle abitazioni circostanti; venne infatti rettificata parte di via Italia e fu creata l’odierna piazza San Giovanni XXIII, abbattendo una serie di case esistenti, dal fiume Serio fino all'imbocco di via Decò e Canetta, per una profondità di sette metri.
Sul lato nord del ponte, è installato un particolare strumento che ne registra la stabilità, soprattutto durante le piene.
Ponte della ferrovia
Il ponte della ferrovia fu costruito nel 1857 ed è, il ponte più vecchio di Seriate. Per arrivare alla stazione di Seriate da Bergamo, la linea ferroviaria Bergamo-Brescia passa sopra la via Battisti sulla sponda destra e sopra via Decò e Canetta e via Marconi sulla sponda sinistra; per attraversare via Paderno, invece, c’è ora un moderno sottopasso, che ha sostituito il precedente passaggio a livello, come pure in Via Nazionale e a Comonte, in cui i precedenti passaggi a livello sono stati sostituiti da sottopassaggi pedonali.
Ponte di Corso Roma
Il ponte di Corso Roma, inaugurato nel 1964, si trova presso il centro sportivo comunale; sulla sponda sinistra sorgono le piscine e i vari impianti sportivi. Collega la zona a sud-est della ferrovia con la zona a sud-ovest.
Ponte di Corso della Padania
Il ponte di Corso della Padania (tangenziale sud-asse interurbano) è stato attivato negli anni ’90; si trova alla periferia sud del territorio urbano.
Ponte di via Cerioli
Il ponte di Via Cerioli è il ponte più a nord del territorio comunale; mette in comunicazione la sponda sinistra, all'altezza di Via Venezian con la sponda destra, a metà circa di via Cerioli. Ha una struttura in ferro ed è percorribile alternativamente nei due sensi di marcia, essendo la carreggiata piuttosto stretta. È stato aperto nel 2006.
Ponte ciclo-pedonale delle Oasi 1 e 2
Il ponte ciclo-pedonale è il più recente fra i ponti costruiti sul territorio comunale; collega l'Oasi verde 1 (sponda sinistra del fiume) con l'Oasi verde 2 (sponda destra).
È stato inaugurato il 6 ottobre 2012 grazie alla collaborazione tra il Parco regionale del fiume Serio, il comune di Seriate e il comune di Grassobbio.
La sua costruzione ha dovuto tenere conto per l'altezza delle rotte dell'aeroporto Il Caravaggio situato poco distante.

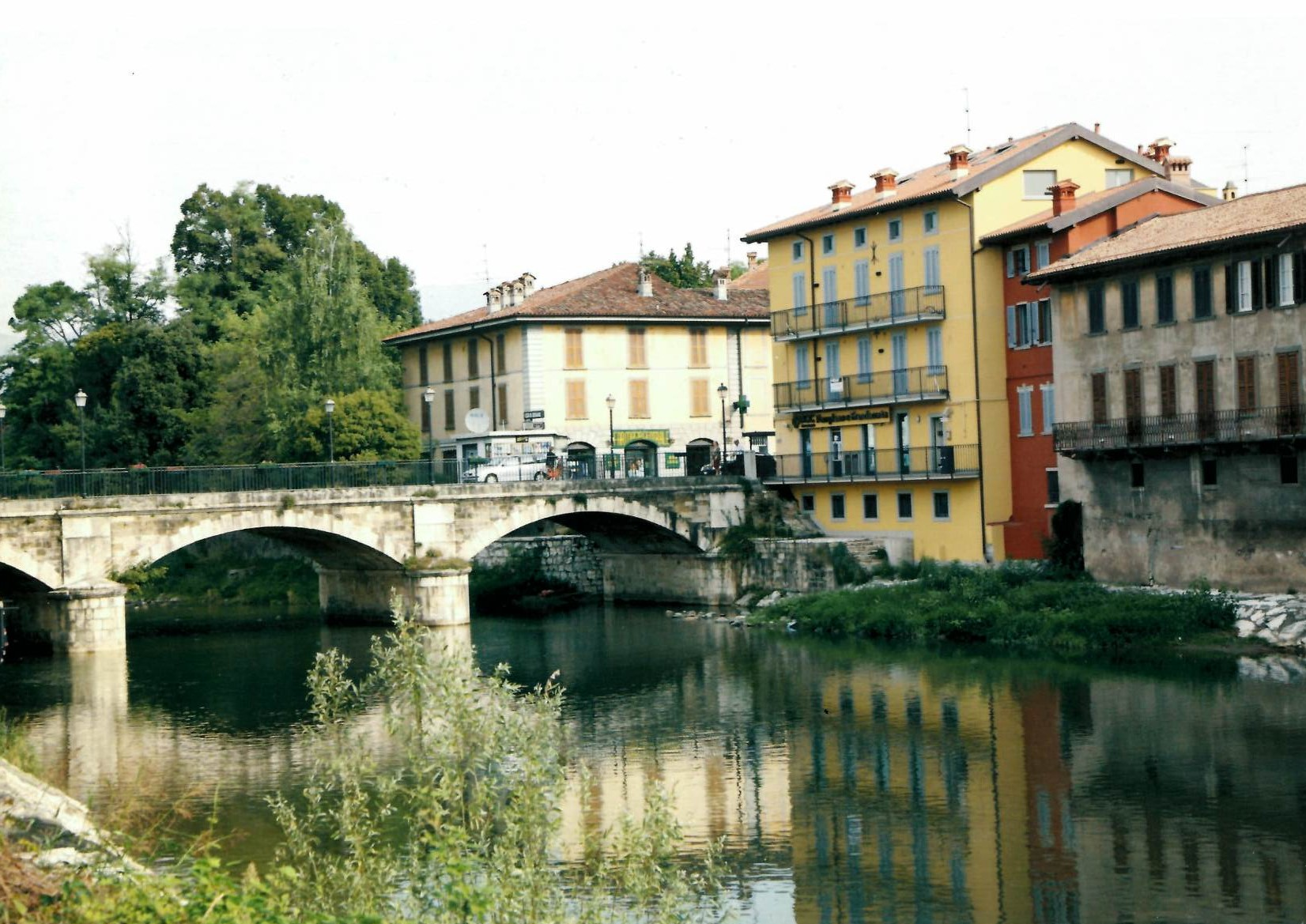
Ponte "Vittorio Emanuele II Re d'Italia"
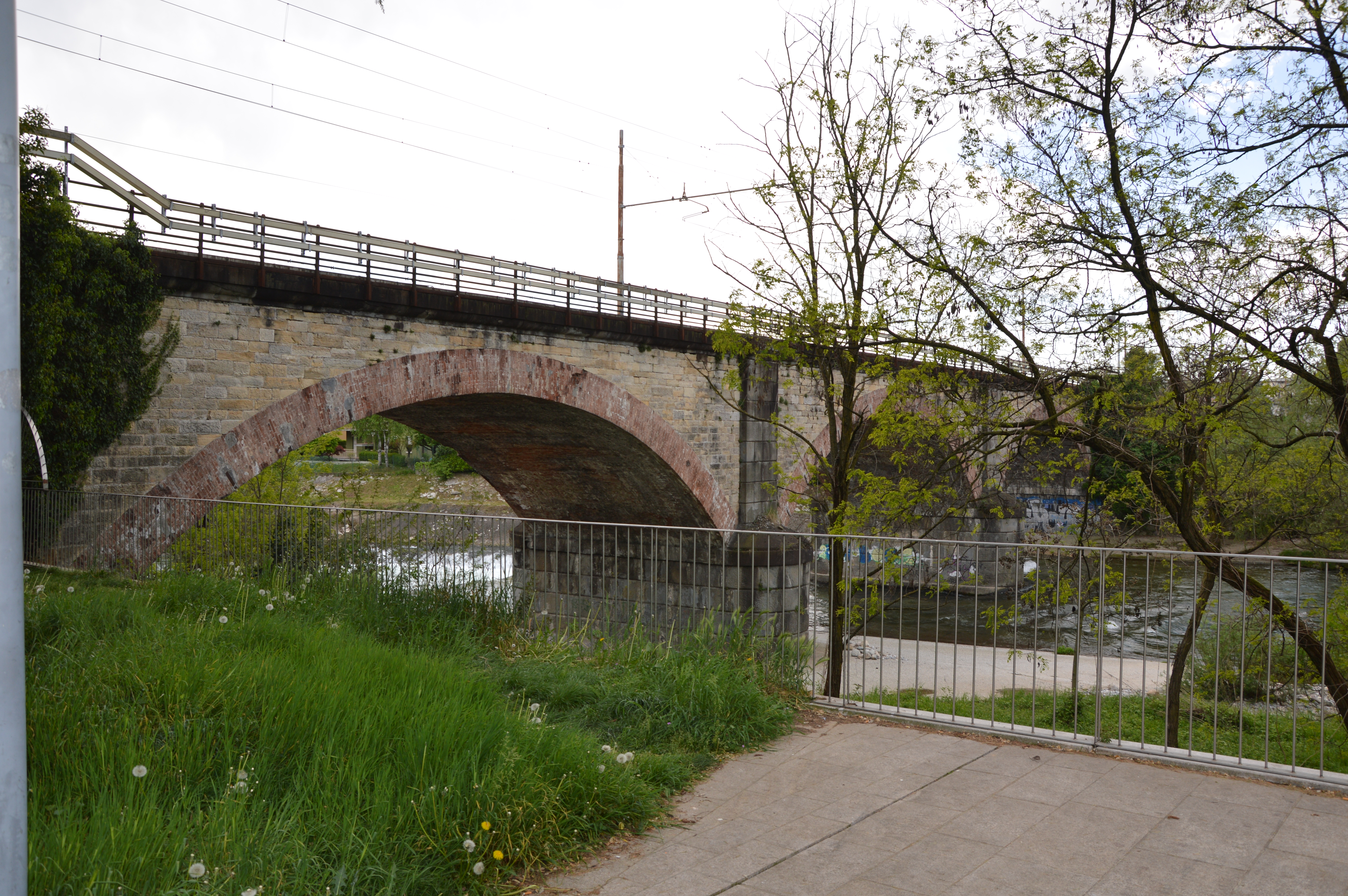
Ponte della Ferrovia
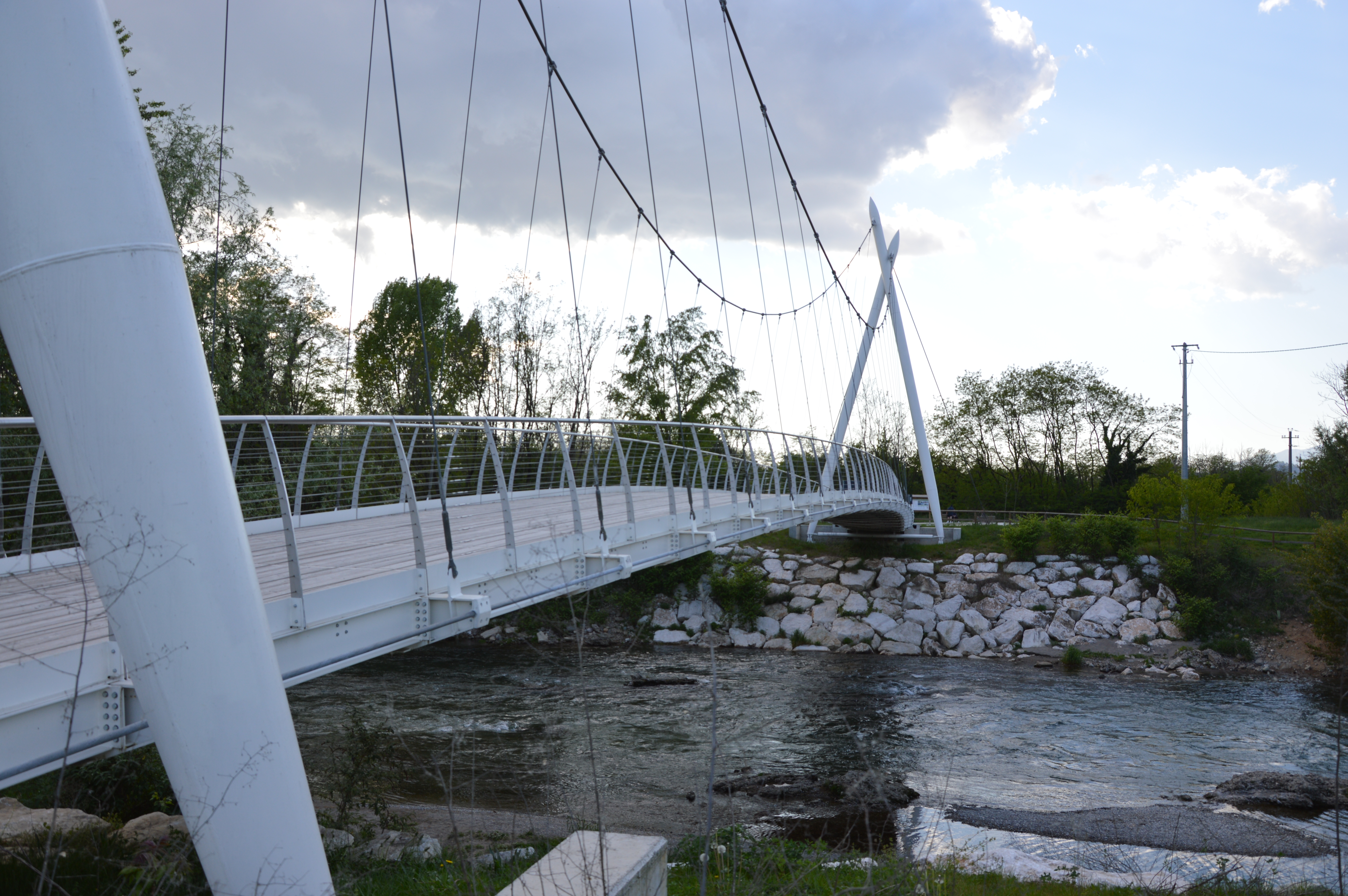
Ponte ciclo-pedonale delle Oasi 1 e 2

### Architettura religiosa

#### Chiesa del Santissimo Redentore in Seriate
La chiesa parrocchiale intitolata al Santissimo Redentore e realizzata su progetto del conte architetto Nicolino de' Conti di Calepio nel periodo dal 1769 al 1778, fu consacrata il 10 settembre 1808 dal vescovo Giovanni Paolo Dolfin che ne diede il titolo del Santissimo Redentore. Titolazione rara, se non unica nella Diocesi di Bergamo, territorio all'epoca sotto la dominazione veneziana 1428-1797. Proprio a Venezia, circa due secoli prima, era stata costruita alla Giudecca una chiesa dedicata al Santissimo Redentore, commissionata all'architetto Andrea Palladio in segno di ringraziamento della città lagunare per la fine di una delle pestilenze più terribili della sua storia, che causò la morte di circa 50 000 persone, nel periodo compreso tra il 1575 e il 1577.
La festa del Santissimo Redentore si celebra ancora a Venezia la terza domenica di luglio di ogni anno, per ricordare la fine dell'epidemia di peste. Nella notte tra il sabato e la domenica sono spettacolari i fuochi d'artificio sul bacino di San Marco. Anche a Seriate la festa del Redentore era solitamente celebratala terza domenica di luglio: nel 1989 venne fissata dal parroco don Ferdinando Cortinovis all'ultima domenica di settembre, all'inizio dell'Anno Pastorale.
Il nuovo edificio religioso sostituiva le precedenti chiese parrocchiali intitolate a San Grisogono sulla sponda destra del fiume Serio, in prossimità dell'omonima via e a san Cristoforo, sulla sponda sinistra.
La chiesa parrocchiale, situata sulla sponda sinistra del fiume, fu edificata secondo l'orientamento tradizionale per le chiese cristiane, con l'abside a est e la facciata rivolta a ovest.
A seguito di interventi vari, nel 1816 (anno in cui venne realizzato il tronco di strada denominato via Dante) si ridussero le dimensioni del sagrato e si formò quella che ancora i Seriatesi chiamano “la stretta della chiesa”. La facciata, realizzata su progetto dell'architetto Giuseppe Berlendis, datata 1832, è in stile classicheggiante; ai piedi del sagrato due vasche in pietra sostituirono la fontana pubblica progettata dall'architetto Simone Elia nel 1805 e restarono in funzione sino agli anni sessanta del secolo scorso.

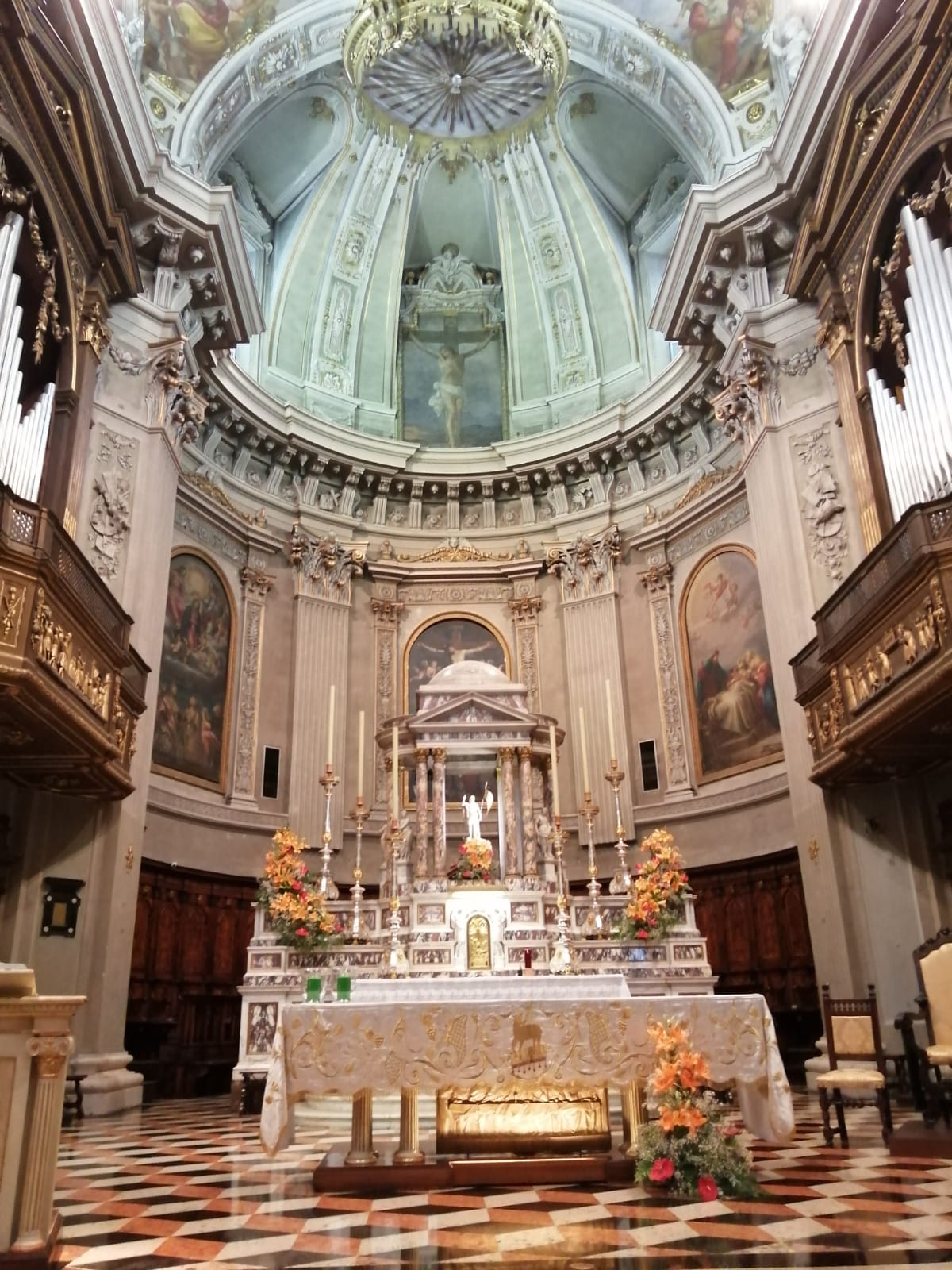
Altare Maggiore della chiesa del SS. Redentore di Seriate

Internamente la chiesa presenta un impianto a croce greca con presbiterio sopraelevato di alcuni gradini e cinque altari, dedicati a sant'Antonio, san Giuseppe, ai santi martiri Canzio, Canziano e Canzianilla, alla Madonna Immacolata, alla Madonna del Rosario. Sono presenti richiami alla dedicazione: al centro dell'altare maggiore è posizionata una statua in marmo bianco, di dimensioni contenute raffigurante il Santissimo Redentore.
Al centro del presbiterio si erge il solenne altare maggiore, opera dell'architetto bergamasco Giacomo Quarenghi, nella cantoria di sinistra trova posto l'antico organo Serassi; il coro ligneo è dotato di 23 stalli. In centro all'abside il Crocefisso con Santi di Gian Paolo Cavagna, pala proveniente dalla soppressa chiesa di Santa Lucia in Bergamo
Nel 1779 il pittore veneto Francesco Cappella affresca il soffitto della chiesa; nel 1898 Giovanni Cavalleri detto il Rana ne ridipinge le decorazioni deteriorate: sul quadrato centrale la cupola ospita, rappresentato in posizione d'onore, il Redentore.
Nel 1986 Claudio Nani realizza gli sbalzi in rame del portone principale, sulla struttura lignea originale del secolo XVIII: in una delle formelle centrali è rappresentato nel momento della Resurrezione. In centro alla facciata l'iscrizione latina "SANCTISSIMO REDEMPTORI DICATUM"
L'opera più antica conservata nella chiesa parrocchiale è un olio su tela datato 1575-1576 di “Giovan Battista Moroni, Albino 1521/22-1579/80”:

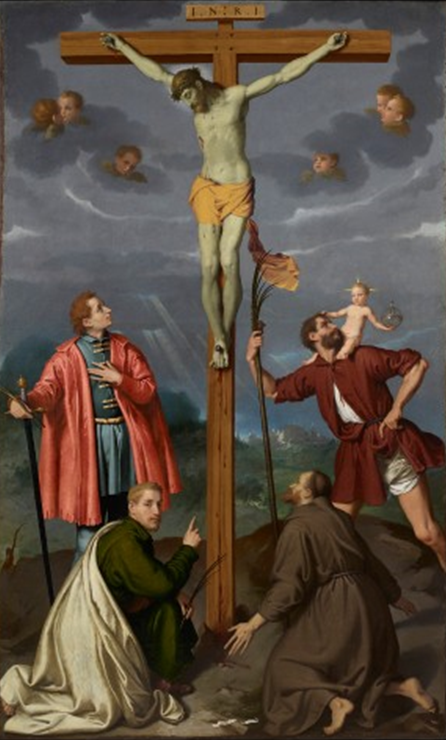
Olio su tela di Giambattista Moroni

Crocifisso con i santi Grisogono, Francesco, Cristoforo e uns anto martire. Al centro il Crocifisso, intorno i quattro Santi: san Cristoforo, il gigante che traghettò Gesù bambino oltre il fiume; san Francesco con un ruvido saio e le stigmate; un martire non identificato; san Grisogono, cui era intitolata la chiesa dove si trovava la tela, sino alla soppressione per la costruzione della nuova parrocchiale dedicata al Santissimo Redentore.
Dopo il restauro del 2021, nell’ambito del Progetto di Fondazione Credito Bergamasco, la tela del pittore albinese è stata collocata nella Cappella della Passione e dell’Addolorata.
Sopra la parete di ingresso, un'opportuna illuminazione valorizza la tela, di importanti dimensioni (265 x 160 cm), e bene evidenzia la potenza ritrattistica dei volti e la presenza del paesaggio, elementi caratteristici della produzione sacra dell’artista bergamasco.
Nella tela di Bernardo Luca Sanz, conservata in sacrestia, datata 1703 “Immacolata con i santi Ignazio di Loyola e Francesco Saverio” è possibile scorgere sullo sfondo, il panorama di Seriate, visto dalla sponda sinistra del fiume Serio.
Attiguo alla chiesa è l'oratorio del Sacro Cuore, progettato dall'ingegnere Luigi Angelini nel 1923 e riportato al primitivo splendore con i restauri del 2000.

#### Santuario della Madonna del Buon Consiglio
L'edificio sorge in una posizione che corrispondeva all'angolo nord-ovest del sagrato/cimitero dell'antica chiesa parrocchiale di San Grisogono, di cui sono riconoscibili alcune strutture murarie in un edificio ad uso abitativo ad est del Santuario.
Nato come oratorio inizialmente dedicato a san Giovanni Battista, nel 1794 fu dedicato alla Madre del Buon Consiglio, come recita la lapide posta sulla facciata.; era costituito dalla sola chiesa e dalla sacrestia e aveva accesso dalla via Chiesa Vecchia. La casa del cappellano verrà realizzata soltanto a metà dell'Ottocento, così come il viale alberato davanti alla chiesa che ne permetteva l'accesso dalla Regia Strada Postale.
Nel santuario avveniva la benedizione delle foglie di gelso, rito legato al culto della Madre del Buon Consiglio; l'edificio è conosciuto dai seriatesi anche come “la Madonnina” e “Chiesina dei Morti”, denominazione motivata quest'ultima sia dalla presenza di un ossario sotterraneo, sia dal fatto che era stata edificata per la Confraternita della Buona Morte (o Disciplini Neri).
Si presenta con un piccolo porticato tripartito che si affaccia sullo spazio verde delimitato da un doppio filare di tigli (fino al 1940 c'era un unico filare di platani); l'interno è a navata unica, in fondo alla quale due nicchie simmetriche ospitano le statue lignee di San Rocco e di Sant'Antonio Abate. Il piccolo presbiterio è separato dalla navata da un gradino e da un'arcata con un cartiglio che reca la scritta della dedicazione. Sopra l'altare una tela raffigurante il miracolo dell'apparizione della Madonna del Buon Consiglio è opera di Vincenzo Orelli, datata 1799.
Il complesso, insieme alla casa del cappellano e al piccolo campanile dotato di tre campane, è stato oggetto di un importante restauro tra l'estate del 1991 e la primavera del 1992.
La festa della Madre del Buon Consiglio ricorre il 26 aprile e viene tuttora festeggiata solennemente.

#### Chiesa di San Giuseppe
La chiesa dedicata a San Giuseppe Lavoratore, consacrata l'8 ottobre 1967, fortemente voluta dall'allora parroco monsignor Guglielmo Carozzi, si trova nella zona sud-est della città e dà il nome ad una delle cinque zone pastorali in cui è suddivisa la parrocchia.
Realizzata su progetto dell'ingegner Mazzoleni, si presenta come una capiente e funzionale costruzione moderna, in mattoni rossi e nervature in cemento armato.
L'interno, a navata unica, ospita nell'abside la tela “Resurrezione” del palazzolese Italo Ghilardi e, lungo le pareti, la “Via Vitae” di Angelo Celsi, generosamente donata alla chiesa dalla Fondazione Credito Bergamasco di Bergamo.
L'appuntamento annuale più atteso e aggregante della zona è quello della festa di San Giuseppe, che si celebra dalla fine di maggio all'inizio di giugno.

#### Chiesa della Visitazione di Santa Maria Elisabetta a Comonte
Di origine quattrocentesca (nasce dal testamento redatto nel 1467 da Gelmino Rivola) la chiesa dedicata alla Visitazione di Santa Maria Elisabetta, fu dotata di una canonica dove risiedeva un sacerdote che aveva l'incarico di celebrare la messa “e gli altri offici divini e avesse cura delle anime”.
Sorta sulla sommità della collina di Comonte, la chiesa ha mantenuto nel corso degli anni la struttura originaria, con interno a navata unica, decorata ad affresco.
Sono presenti quadri della Natività, dell'Addolorata e della Visitazione di Maria a Santa Elisabetta, pala che dà il nome alla chiesa.
Sul lato sinistro, guardando l'altare maggiore, si trova l'affresco della Deposizione, attribuito alla scuola di Gian Paolo Cavagna: l'opera è nascosta da un velo, come quello che copre la statua di Santa Eurosia, martire spagnola invocata a protezione delle tempeste, della siccità e dei danni all'agricoltura; lo svelamento avviene in occasione della festa di Comonte, la seconda domenica di Pasqua.

#### Chiesa della Sacra Famiglia a Comonte
Verso la metà del XVIII secolo la famiglia Tassis edifica un Oratorio all'interno della propria villa, con un accesso anche dall'esterno.
La piccola cappella viene modificata e ampliata varie volte nel corso degli anni e arricchita del piccolo ma elegante campanile con cinque campane.
Nel 1950 le spoglie dell'allora Beata Paola Elisabetta Cerioli sono collocate all'interno della chiesa. Gli ultimi lavori di ampliamento e adeguamento risalgono al 1992, sotto la guida dell'architetto Giorgio Della Chiesa, in vista della canonizzazione della Cerioli. L'urna in cristallo con il corpo della Santa è collocata sull'altare settecentesco del primitivo Oratorio della famiglia Tassis.

#### Chiesa di Sant'Alessandro Martire a Paderno
La chiesa di Sant'Alessandro ha origini antichissime ed è già citata in un documento del 1223 come “eccl.a de Paterno”. È conosciuta anche come “Chiesina dei morti di Paderno”, con riferimento alla sepoltura dei morti della peste del 1630 in questa località: alcune tracce di “danze macabre” ne ricordano all'esterno, il ruolo cimiteriale.
La facciata barocca, orientata a nord, è caratterizzata da un portico a cinque arcate, con due finestre laterali; all'estrema sinistra, una terza finestra si apre sulla Cappella dei Defunti, cui si accede dall'interno della chiesa.
L'interno è a navata unica, con abbozzo di transetto, dove si trovano due altari laterali, uno dedicato a Cristo Crocefisso e l'altro a Maria Immacolata, con una statua della Madonna di scuola fantoniana, solennemente portata in processione la seconda domenica di maggio, durante la festa di Paderno.
Al centro dell'abside è collocata la pala sei/settecentesca dedicata all'apparizione di Sant'Alessandro, che dà il nome alla chiesa.
Nel settembre 2015 è stato celebrato il trecentesimo anno di riconsacrazione di questo piccolo gioiello religioso.

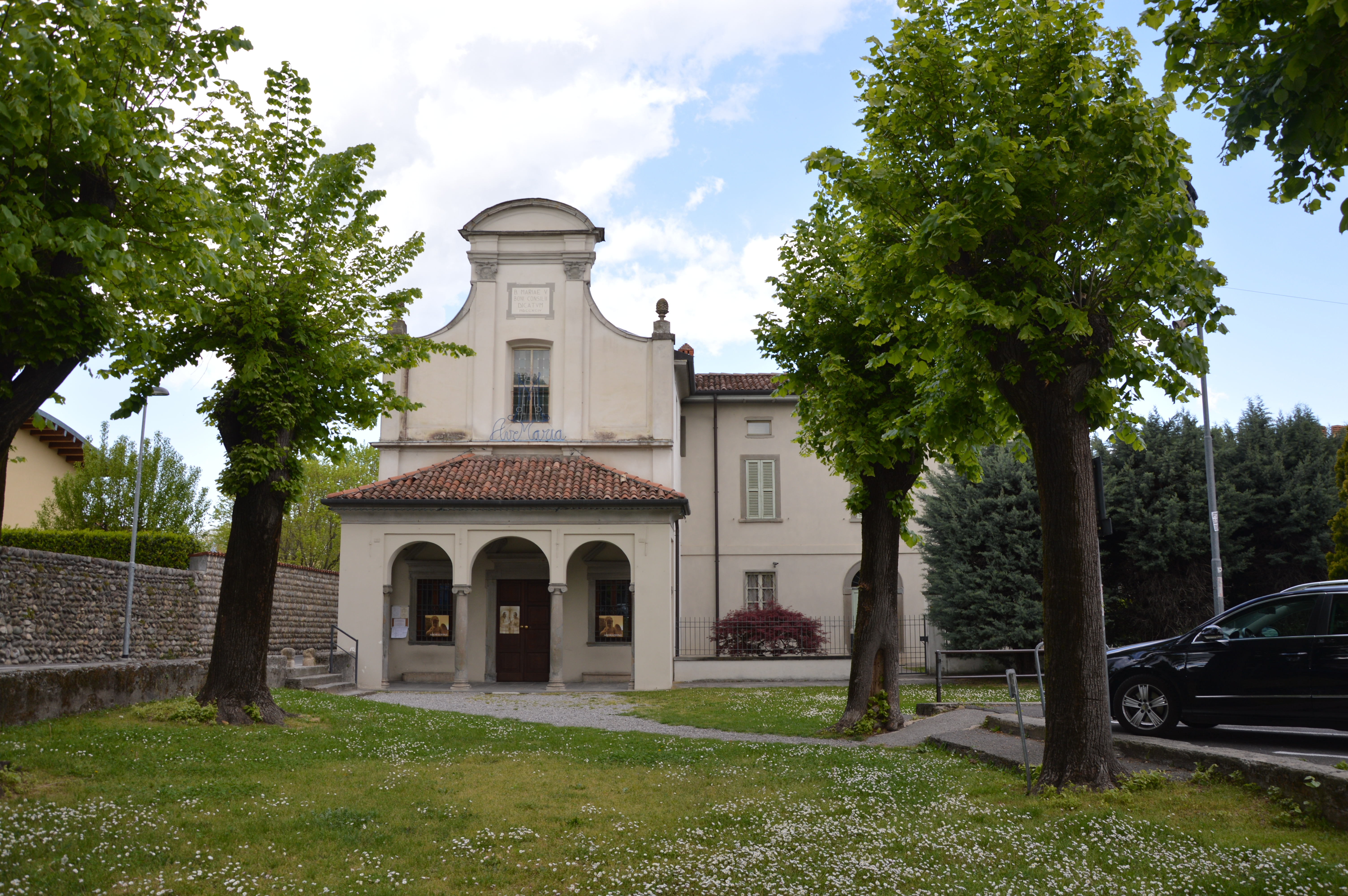
Santuario della Madonna del Buon Consiglio
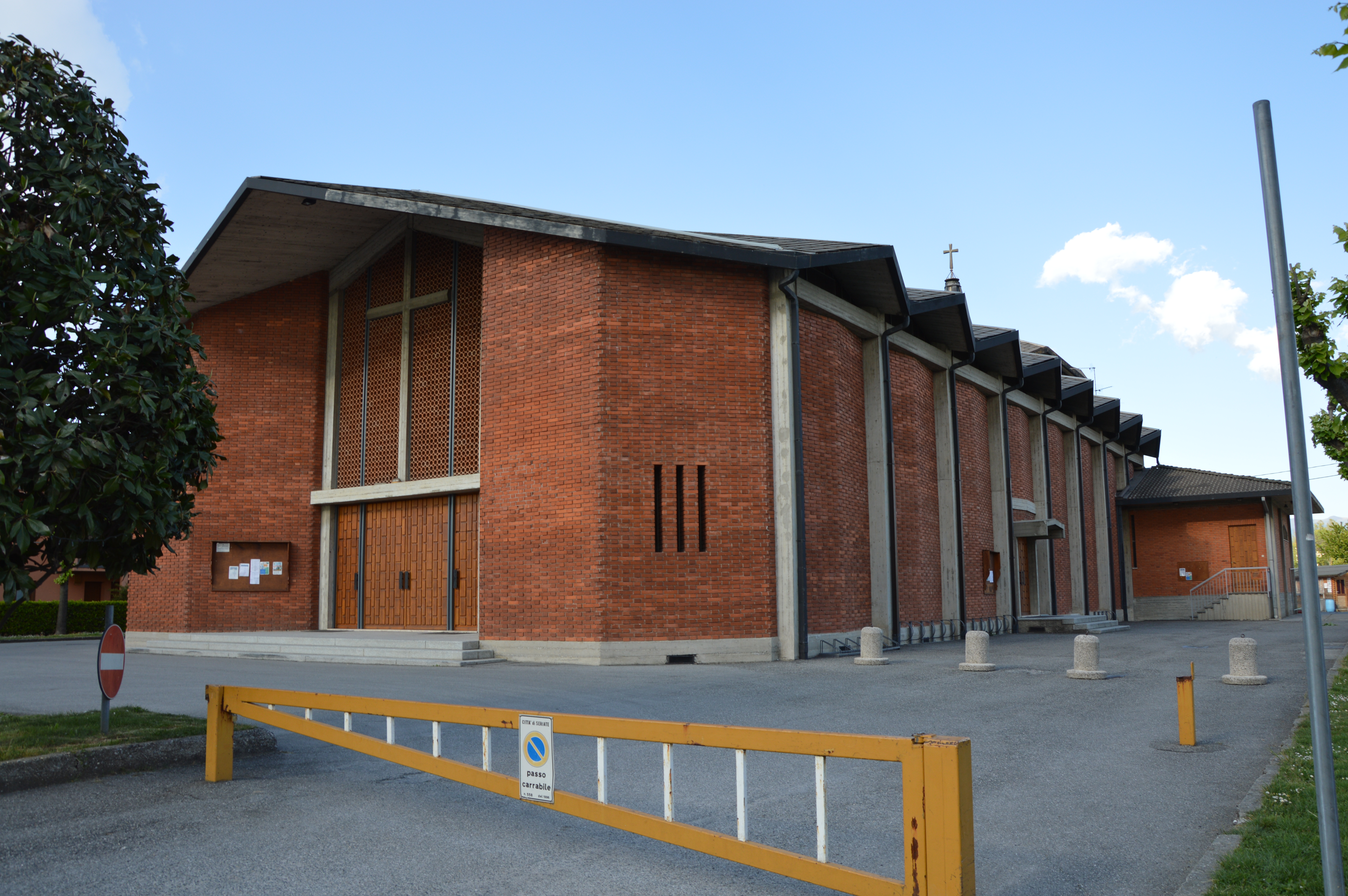
Chiesa di San Giuseppe
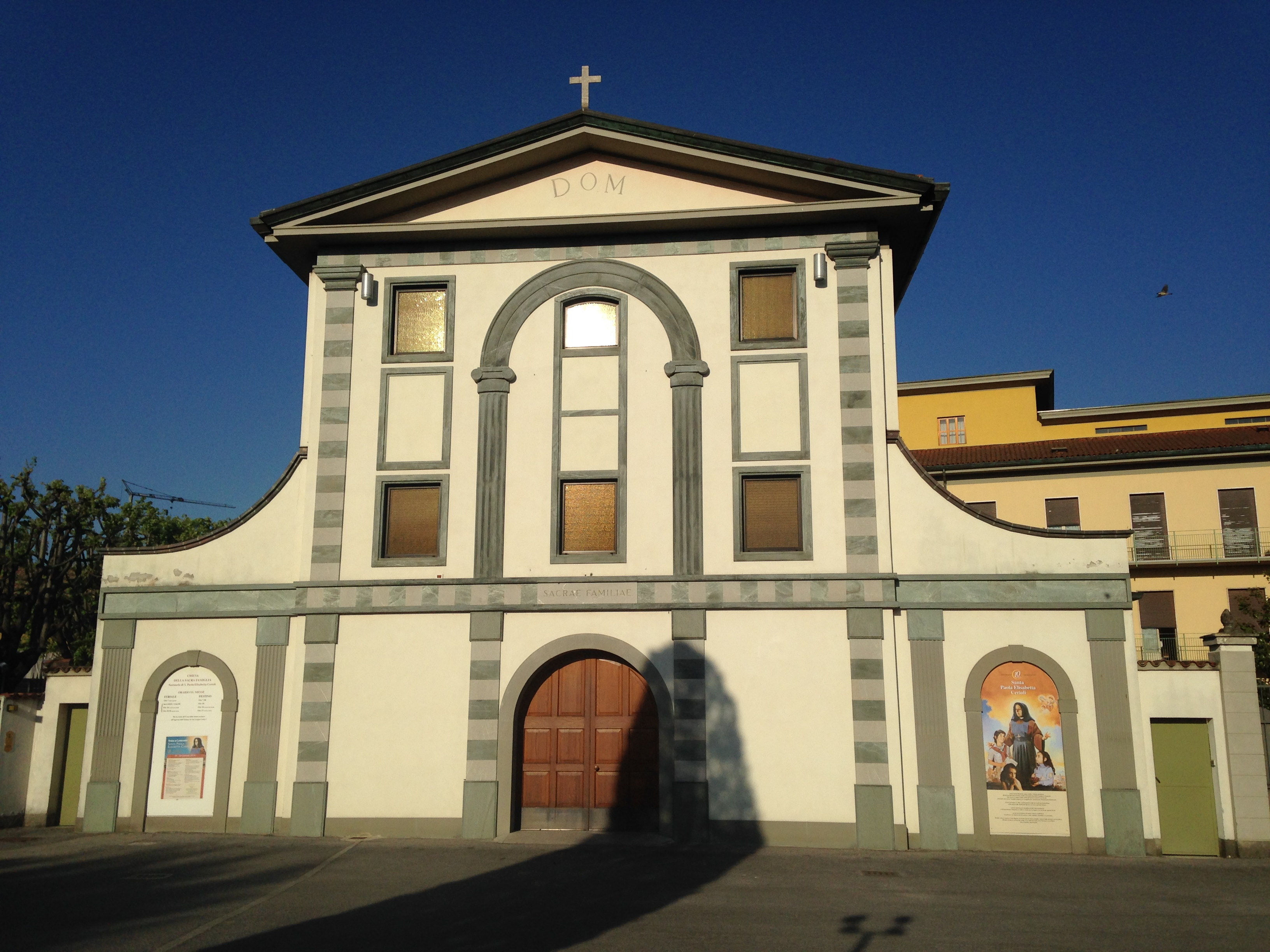
Chiesa della Sacra Famiglia
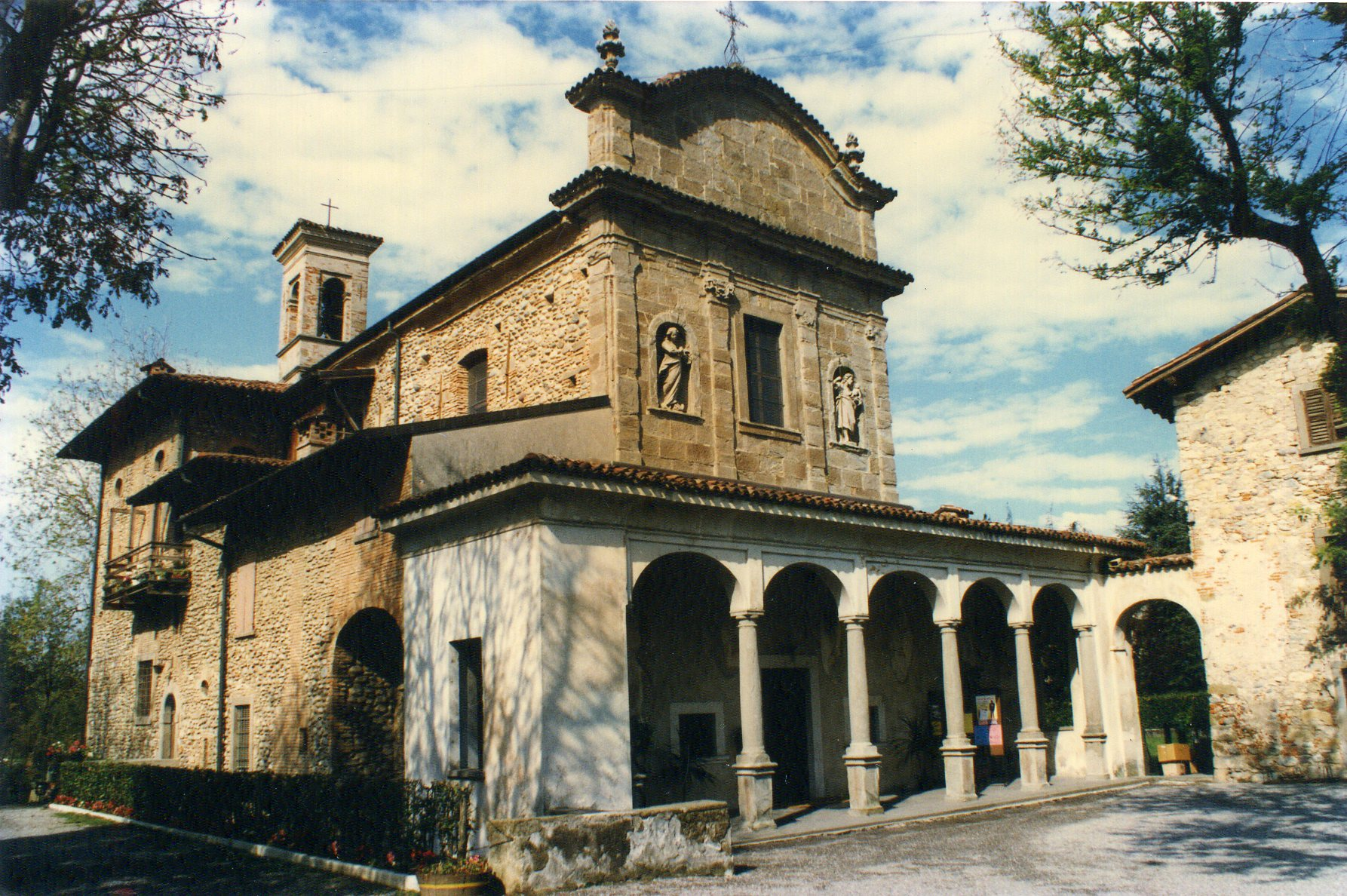
Chiesa di Sant'Alessandro Martire
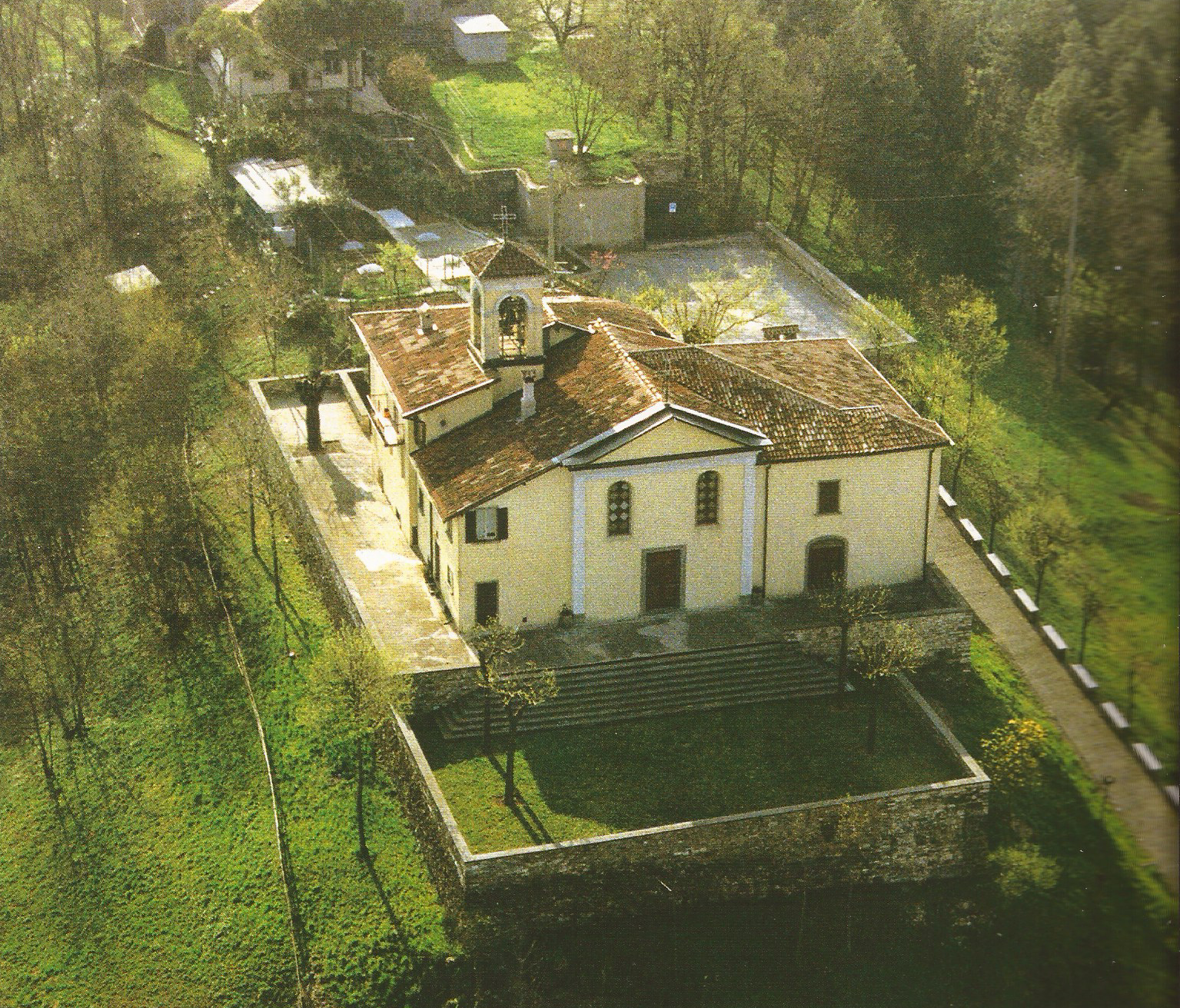
Veduta aerea della chiesa di Santa Maria Elisabetta a Comonte di Seriate

#### Chiesa di San Giovanni XXIII a Paderno
La chiesa, inaugurata nel 2004 unitamente al Centro Pastorale che porta lo stesso nome, si trova a pochi metri dall'antica chiesa di Sant'Alessandro.
Alla base, a destra dell'ingresso, è stata posizionata una pietra presa dalla casa natale di San Giovanni XXIII.
Realizzato su progetto dell'architetto ticinese Mario Botta, l'edificio è a pianta quadrata, rivestito di pietra rossa di Verona; l'interno si presenta ad unica aula di circa 25 metri di lato; la luce proviene da quattro grandi lucernari che illuminano le pareti rivestite da listoni di legno laminati a foglia oro.
Nella zona absidale spicca la parete scolpita dallo scultore toscano Giuliano Vangi.
Nel 2006 la chiesa e il centro pastorale sono stati premiati come migliore struttura moderna religiosa a livello mondiale costruita nel rispetto dell'ambiente naturale circostante (San Diego, California, 2006).

#### Chiesa della Santa Madre di Dio
Edificata nel 1966 per volere dell'Associazione delle Missionarie Eucaristiche * su progetto dell'ingegner Luigi Mazzocchi di Bergamo, la cappella è dedicata a Maria Madre della Chiesa. Pur essendo inglobata nel complesso della vecchia sede dell'Associazione, essa ha accesso diretto dalla strada ed è sede della zona pastorale denominata Zona Serena che vi fa riferimento per le celebrazioni liturgiche.
L'interno si caratterizza per la presenza di alcune opere dello scultore Piero Brolis: il Tabernacolo, l’Ambone con i quattro evangelisti, il Cristogramma, le inferriate di soggetto evangelico delle quattro ampie finestre, opere tutte in ferro battuto, un Cristo crocifisso in bronzo e l’altorilievo di forma ovale in pietra di Verona, collocato nel presbiterio nel 1969, raffigurante Maria Madre della Chiesa.

#### Chiesa parrocchiale di Sant'Antonio di Padova a Cassinone
La chiesa venne costruita nel 1897 su progetto dell'architetto Antonio Preda e benedetta nel 1904 dall'allora arciprete di Seriate don Cavallari; nel 1907 don Giovanni Ubbiali viene nominato cappellano e giunge alla frazione trovando la chiesa ancora incompleta. Ogni chiesa deve essere consacrata, ma questo è possibile solo quando essa possiede un altare fisso: questa era la condizione che spesso ritardava il rito della consacrazione, proprio come avvenne per la chiesa di Cassinone che fu consacrata con il titolo di Sant'Antonio di Padova nel 1913 dal vescovo Giacomo Maria Radini-Tedeschi, accompagnato dal suo segretario personale don Angelo Roncalli, futuro papa Giovanni XXIII.
Il segno di riconoscimento dell'avvenuta consacrazione è costituito dalle crocette in forma greca che vengono affisse sui muri in varie parti della chiesa.
L'11 febbraio 1917, nel pieno della prima guerra mondiale, fu eretta a parrocchia da mons. Luigi Maria Marelli, staccandola dalla chiesa arcipresbiterale plebana di Seriate.
Si presenta in forme neogotiche, con facciata monocuspidata, tre navate e tiburio ottagonale sull'incrocio del transetto. Nel 1945-1946 furono elevati i due altari laterali su disegno dell'ingegner Gian Franco Mazzoleni. L'originale torre campanaria, di gusto medievale, fu progettata nel 1913 dall'ingegner Giuseppe Bigoni.

#### Chiesa della Molina
Nel 1753 il “nobil signor Carlo dalla Torre possedendo case dominicali e masserizie nella contrada di Molina, distante per un miglio dalla parrocchiale, composta di cinquanta e più anime chiede alle autorità preposte di poter erigere un Oratorio pubblico per dare a tutti gli abitanti della zona la possibilità di partecipare alle sacre funzioni e portare il Viatico agli infermi.
La Cancelleria Episcopale, nel settembre del 1754 concede al nobile signore Alessandro dalla Torre la licenza di costruire un Oratorio pubblico con l'obbligo di accesso diretto dalla strada di Molina e altresì “l'obbligo della manutenzione, di fornire i paramenti sacri necessari e gli arredi sacri per la celebrazione della Santa Messa”.
La chiesetta, preceduta da un semplice portichetto, è visibile, ma chiusa, all'angolo di via Garibaldi con via Battisti, fino al 1916 denominata via Molina.

#### Chiesa di San Grisogono
Questa chiesa è citata in un documento del 949 e di essa, restano avanzi inglobati in un mucchio di case; sono visibili l'abside con muratura in ciottoli di fiume disposti a lisca di pesce e un frammento di pietra sepolcrale con iscrizione, incluso nella muratura.
Nella visita pastorale del 1575 il reverendo Francesco Porro, delegato di San Carlo Borromeo, descrive la chiesa come abbastanza ampia, ma vecchia e disadorna, con tre altari e vicino la canonica e il cimitero. La chiesa fu soppressa verso la fine del Settecento e due dei tre altari furono traslati nella parrocchiale, allora in costruzione.

#### Chiesa di San Cristoforo
Di origine incerta, esisteva già nel secolo XV e fu consacrata nel 1511. Con la costruzione della nuova parrocchiale non fu più utilizzata; questo spazio è occupato da residenze e negozi.
L'unica parte ben riconoscibile della chiesa è la torre campanaria che continuò a funzionare fino al 1938, anno in cui fu inaugurato il nuovo campanile, su progetto dell'ingegner Luigi Angelini.

#### Chiesa di San Pietro d'Alcantara (o dei Morti delle Ghiaie)

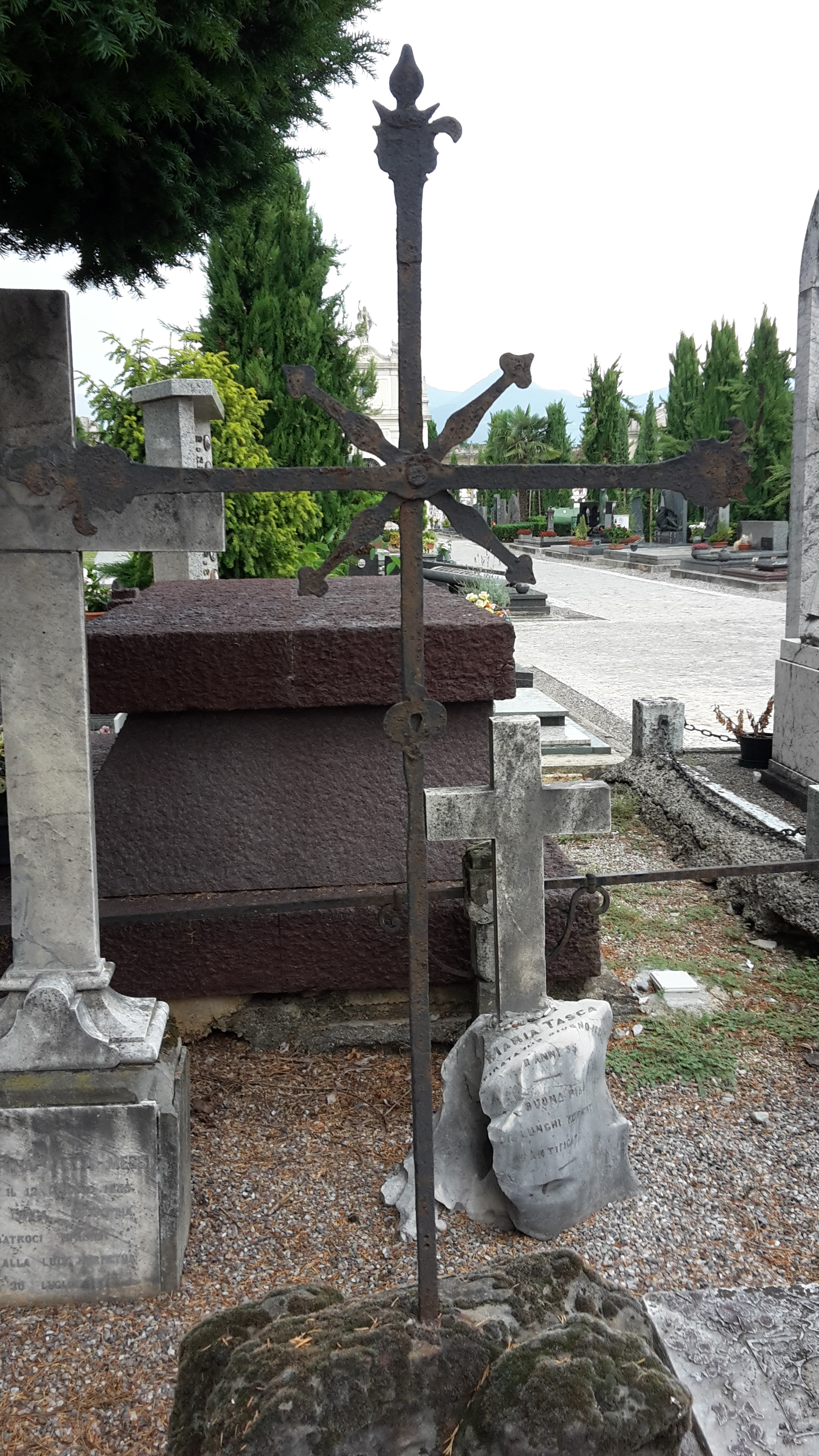
Croce della cupola della Chiesa dei Morti delle Ghiaie situata sulla tomba del conte Giulio Tasca

La chiesetta, di cui si ha una rara immagine in un disegno acquarellato del conte Tasca, si trovava lungo l'antica strada postale che portava a Brescia, denominata via Decò e Canetta.
Edificata sulla riva sinistra del fiume Serio, se ne ha notizia già dal 1638; funzionava anche da lazzaretto ed era conosciuta come “Chiesa dei morti impiccati”, da un affresco che si trovava sopra una parete esterna e che rappresentava appunto due impiccati. Nel piccolo cimitero sull'altro lato della strada venivano sepolti anche i morti giustiziati a Bergamo.
Il cimitero delle Ghiaie era stato soppresso fin dal 1855, ma la chiesetta e il piccolo campanile erano rimasti, fino a quando una straordinaria piena del Serio, nel 1899 travolse tutto; si salvò soltanto la piccola croce in ferro della cupola, che fu sistemata sulla tomba del conte Giulio Tasca ed è visibile nel cimitero.

#### Chiesa della Madonna della Neve e chiesa della Ca' Alta
I conti Giuseppe e Alberto Zanchi nel 1744 chiesero e ottennero l'erezione di un Oratorio in località Crocette (zona di Comonte) e successivamente di un altro nella loro abitazione rurale denominata Ca' Alta, lungo la via Levata.
Il primo oratorio, intitolato alla Madonna della Neve, era architettonicamente strutturato come una piccola cappella addossata ad un'abitazione, con un ampio porticato sovrastante la strada. Negli anni trenta del secolo scorso, per permettere un più agevole passaggio alle prime macchine agricole, venne sacrificato il porticato, più tardi fu sconsacrata, adibita a deposito agricolo e infine abbattuta.
Il secondo oratorio esiste tuttora, inglobato nel grande complesso agricolo denominato Ca' Alta, con accesso diretto dalla via Levata.
I conti Zanchi assegnarono in perpetuo all'oratorio il reddito di un appezzamento di terreno di 10 pertiche attiguo alla casa. Le visite pastorali del 1748 e del 1749 da parte delle autorità religiose, testimoniano che nell'ancona era rappresentata l'Annunciazione di Maria Vergine, a cui è dedicata la chiesetta, poi chiusa.

#### Il campanile
Fino al 1938 la chiesa parrocchiale di Seriate, dedicata al Santissimo Redentore non aveva campanile; in sua vece veniva utilizzata la torre campanaria dell'antica e ormai soppressa Chiesa di San Cristoforo, ubicata in piazza Bolognini.
Il lavoro di studio iniziale del progetto, come relaziona lo stesso progettista ing. Luigi Angelini ricevette il nulla-osta nell'aprile del 1937; i lavori furono affidati al capomastro Pietro Brozzoni di Costa Serina, unanimemente considerato come il costruttore più competente in tutta la provincia in materia di costruzione di campanili. Dall'anno 1885, infatti, fino al 1932 la famiglia di questi costruttori aveva eretto in provincia 23 nuovi campanili e ne aveva alzati e restaurati 19.
Nel maggio 1937 si iniziarono gli scavi e un mese dopo, alla presenza del vescovo di Bergamo Adriano Bernareggi, fu posta e benedetta la prima pietra.
Animatore costante e appassionato, l'arciprete mons. Guglielmo Carozzi seguì i lavori in tutte le sue fasi, fino all'inaugurazione il 16 ottobre 1938, anno scolpito sopra la porta d'accesso, affacciata su via Dante.
L'altezza totale del campanile, il più snello della Bergamasca, è di m. 68,20 compresi la cella campanaria, il loggiato a colonne, il cupolino terminale e la croce. Sopra l’entrata vi è l’altorilievo in marmo raffigurante Cristo Re, opera coeva di  Gianni Remuzzi.

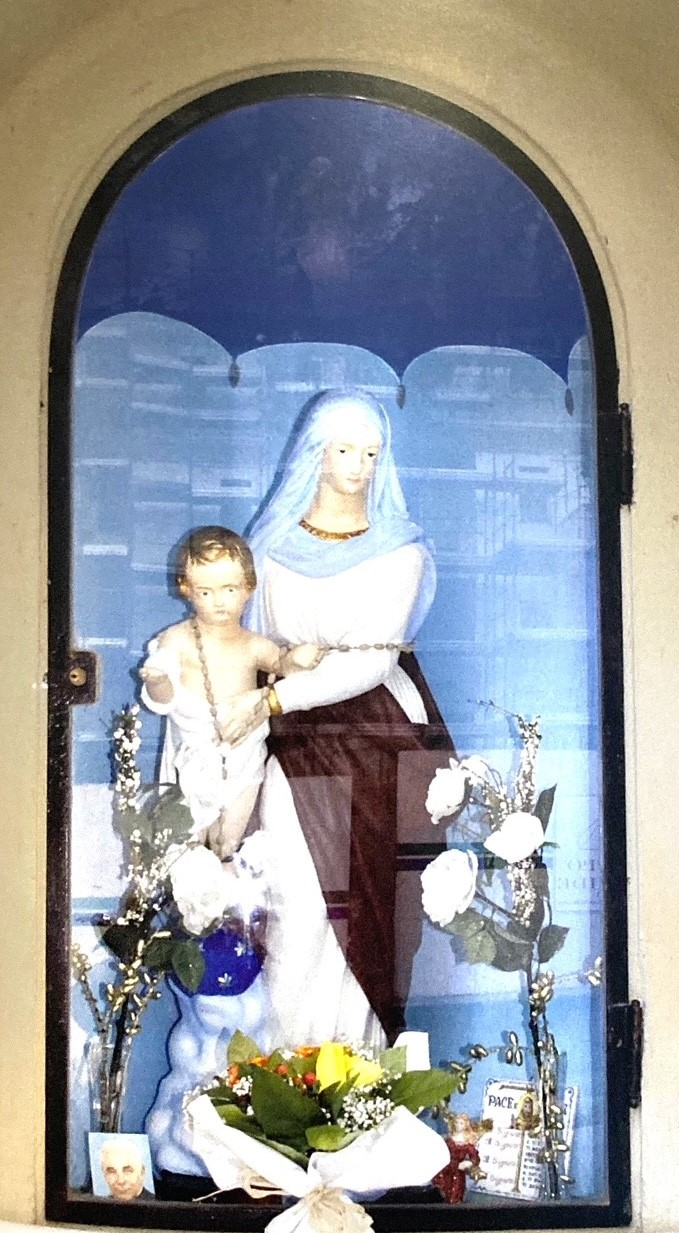
Santella che raffigura la Madonna Regina delle Vittorie a Seriate

#### Le Santelle

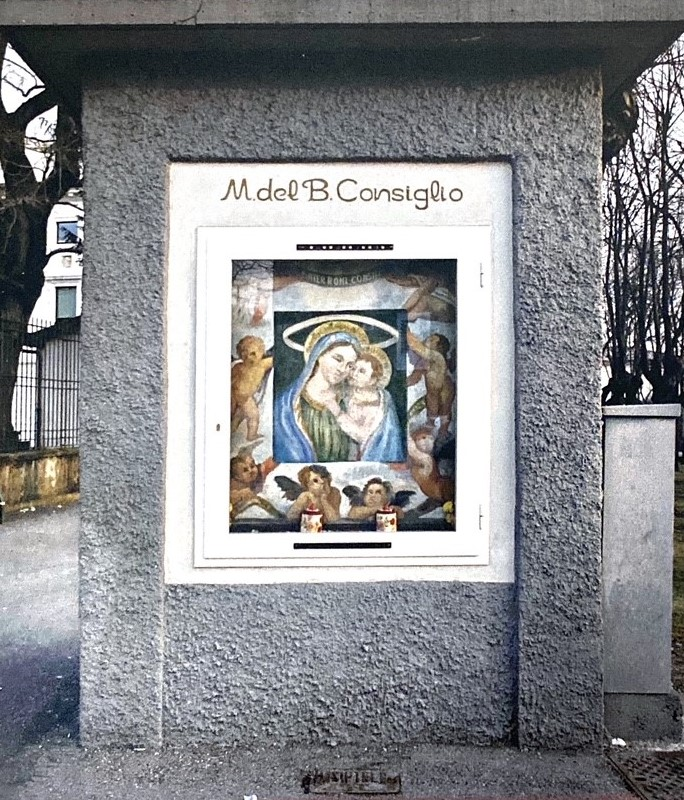
Santella che rappresenta la Madonna del Buon Consiglio

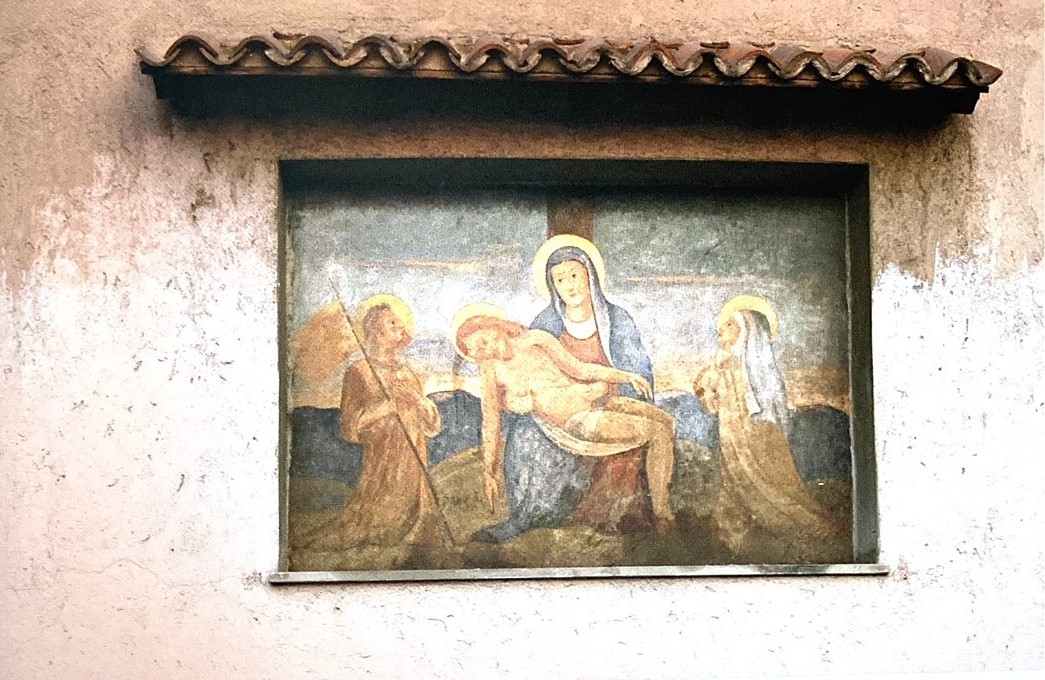
Nicchia che rappresenta Mater Dolorosa e Santi a Seriate

Numerose sono le Santelle, nicchie od edicole presenti sul territorio di Seriate.
Alcune visibili altre rimaste solo nei ricordi.

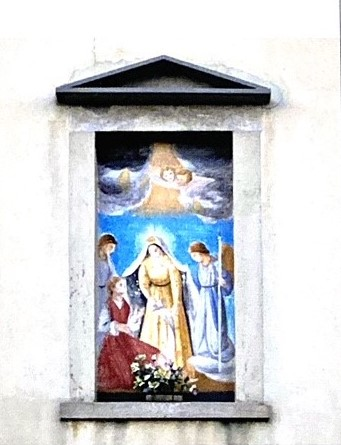
Santella che raffigura la Beata Vergine del Miracolo

Di seguito l'elenco e le vie dove è possibile ammirarle.
1. Ricordo ai Defunti della peste. Santella in via Italia, angolo via Locatelli Autore ignoto.
2. Madonna del Buon Consiglio. Santella in via Italia . Autore ignoto.
3. Edicola SS. Jesus. Santella in via Chiesa Vecchia, angolo via Cerioli. Autore ignoto.
4. SS. Redentore. Nicchia in via C. Battisti. Autore Virgilio Carbonari (1989).
```
   Unica Santella che raffigura il Santo Patrono di Seriate.
```

5. Ignoto. Nicchia in via Nazionale.. Autore ignoto. L'opera non è al momento visibile.
6. Madonna con Bambino. Santella in via C. Battisti. Autore Luigi Facoetti.
7. Madonna della Gamba. Nicchia in via C. Battisti. Autore Virgilio Carbonari.
8. Madonna con Bambino. Nicchia in via Venezian. Autore Virgilio Carbonari.
9. Nostra Signora di Loreto. Nicchia in via Venezian. Autore F. Battaglia.
10. Madonna con Bambino. Nicchia in via Venezian. Autore Ignoto.
11. Madonna Regina delle Vittorie. Santella in via Decò e Canetta .Autore Ignoto.
12. Madonna delle Grazie.. Nicchia in via C. Colombo .Autore Ignoto.
13. Apparizione della Vergine Maria. Nicchia in via C. Colombo, angolo via Mulino Vecchio. Autore Ignoto.
14. Immacolata Concezione. Nicchia in via Mulino Vecchio. Autore Ignoto.
15. Madonna Addolorata. Santella in via Comonte, angolo via Crocette. Autore Grassi Emilio..
16. Mater Amabilis. Santella in via Salita al monte. Autore Rota Roan Angelo.
17. San Giuseppe. Santella in via Corti (laterale). Autore Sibella Antonio.
18. Fuga in Egitto. Santella in via Corti. Autore Sibella Antonio..
19. San Rocco.. Santella in via Corti . Autore Ignoto.
20. Madonna Addolorata. Santella in via Brusaporto. Autore Ignoto.
21. Beata Vergine del Miracolo. Santella in via Brusaporto. Autore Ignoto.
22. Madonna Addolorata. Santella in via Levata. Autore Ignoto.
23. Madonna della Cornabusa. Santella in via Levata. Autore Ignoto..
24. Apparizione della Vergine Maria. Nicchia in via C. Battisti, angolo via Garibaldi. Autore Ignoto.
25. Mater Dolorosa e Santi. Nicchia in via Paderno, angolo via Donizetti. Autore Ignoto.
26. Madonna della Pace. Santella in via Corti. Autore Ignoto..
27. Apparizione della Vergine Maria. Nicchia in via Brusaporto. Autore Ignoto. L'opera risulta perduta.

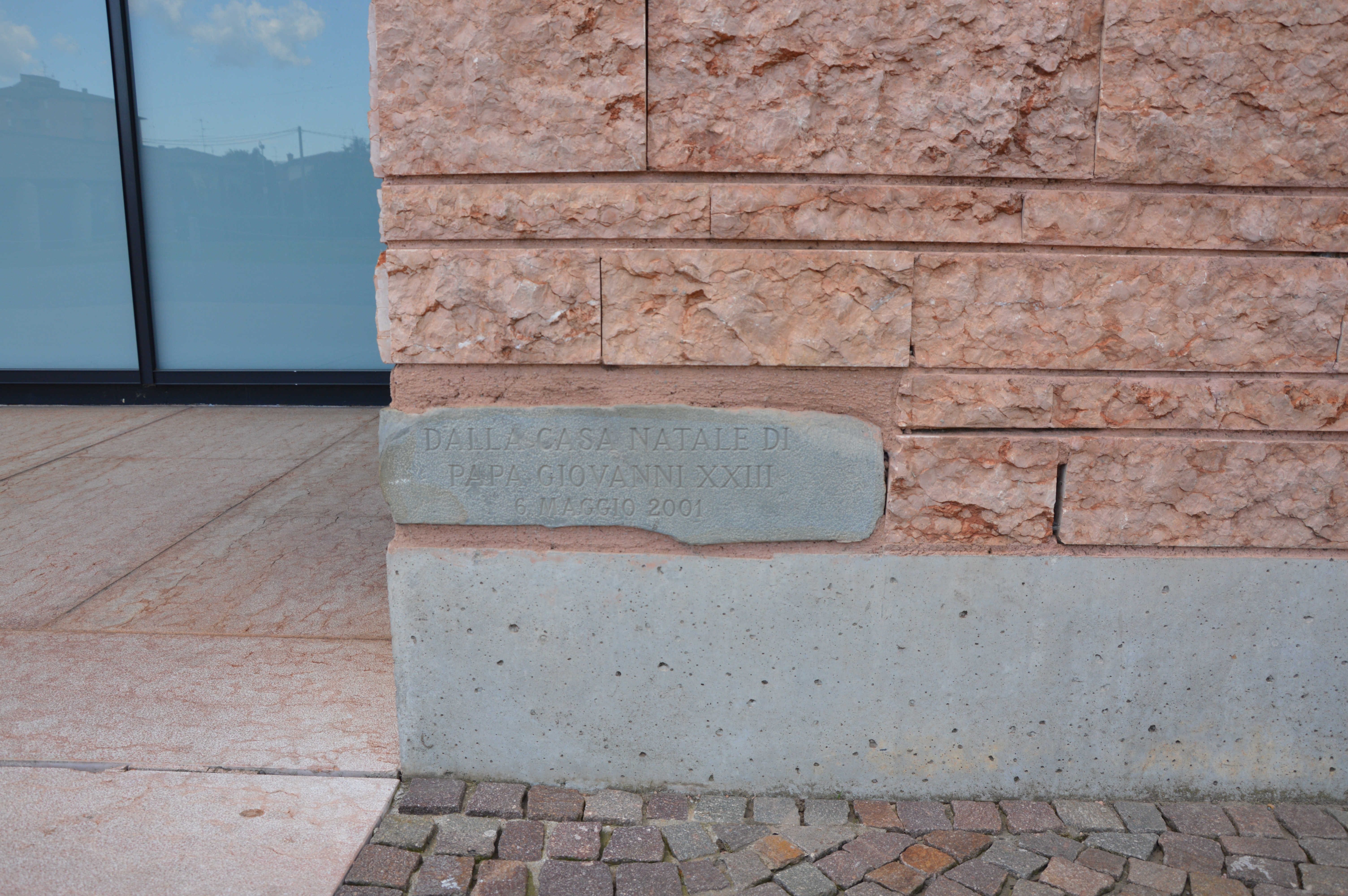
Pietra della casa natale di San Giovanni XXIII
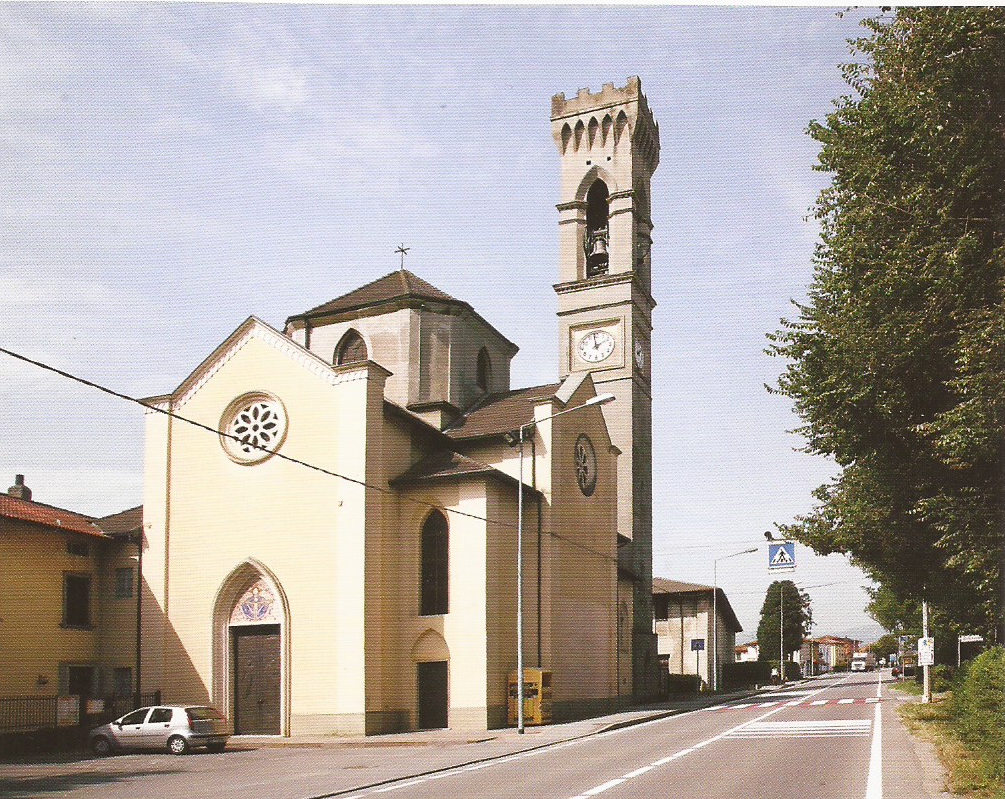
Parrocchia del Cassinone di Seriate dedicata a Sant'Antonio di Padova
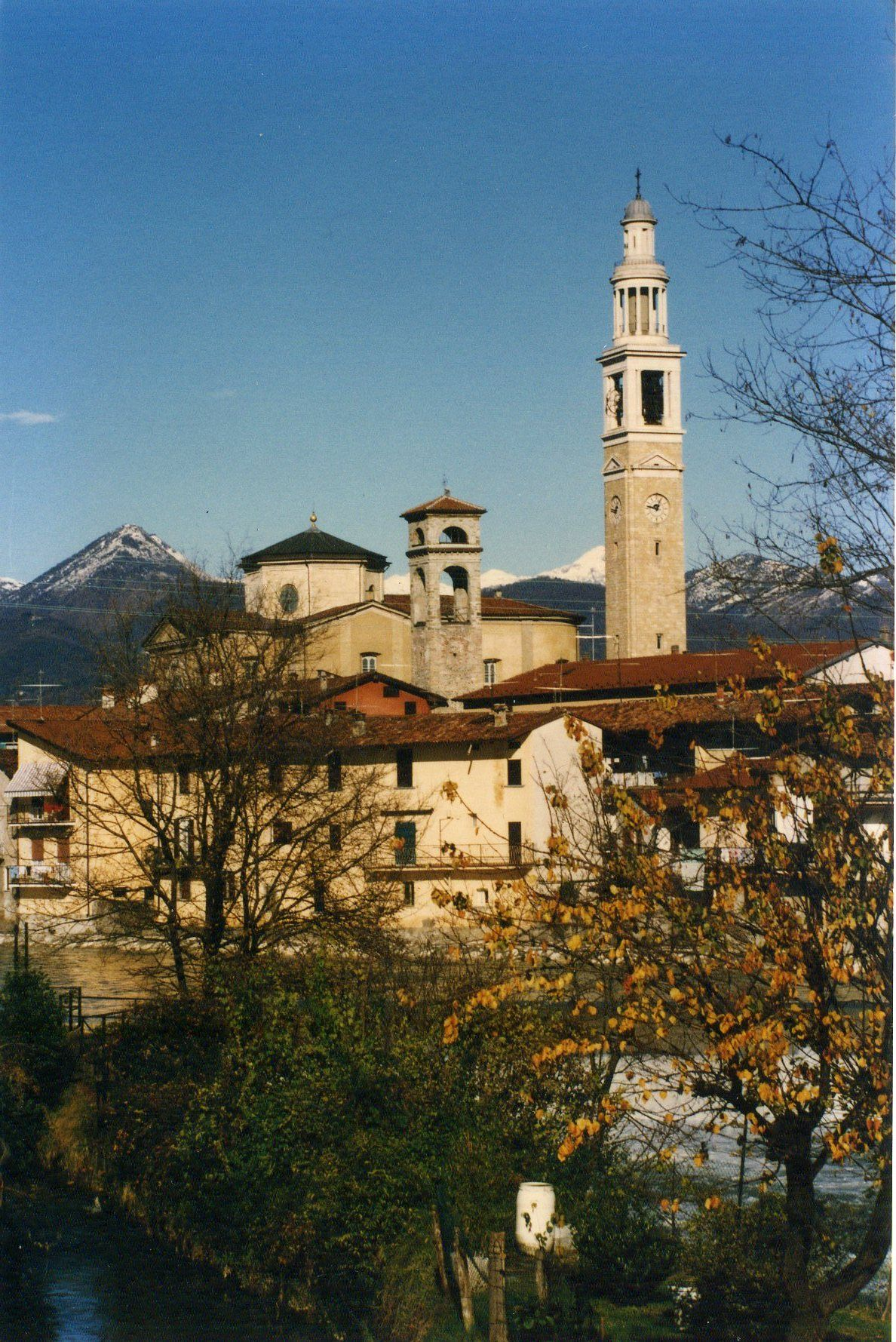
Campanile della chiesa di San Cristoforo
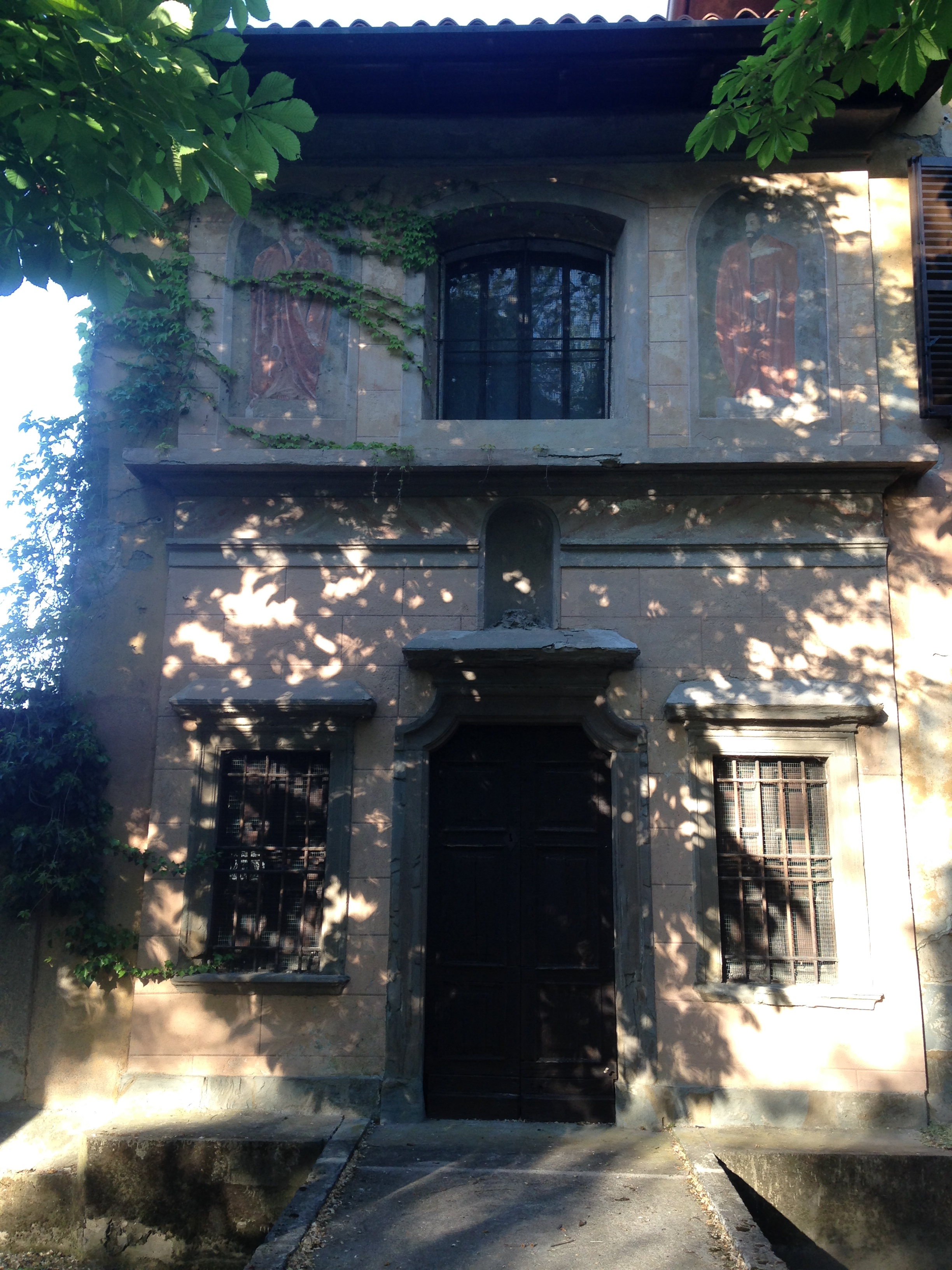
Chiesa della Ca' Alta
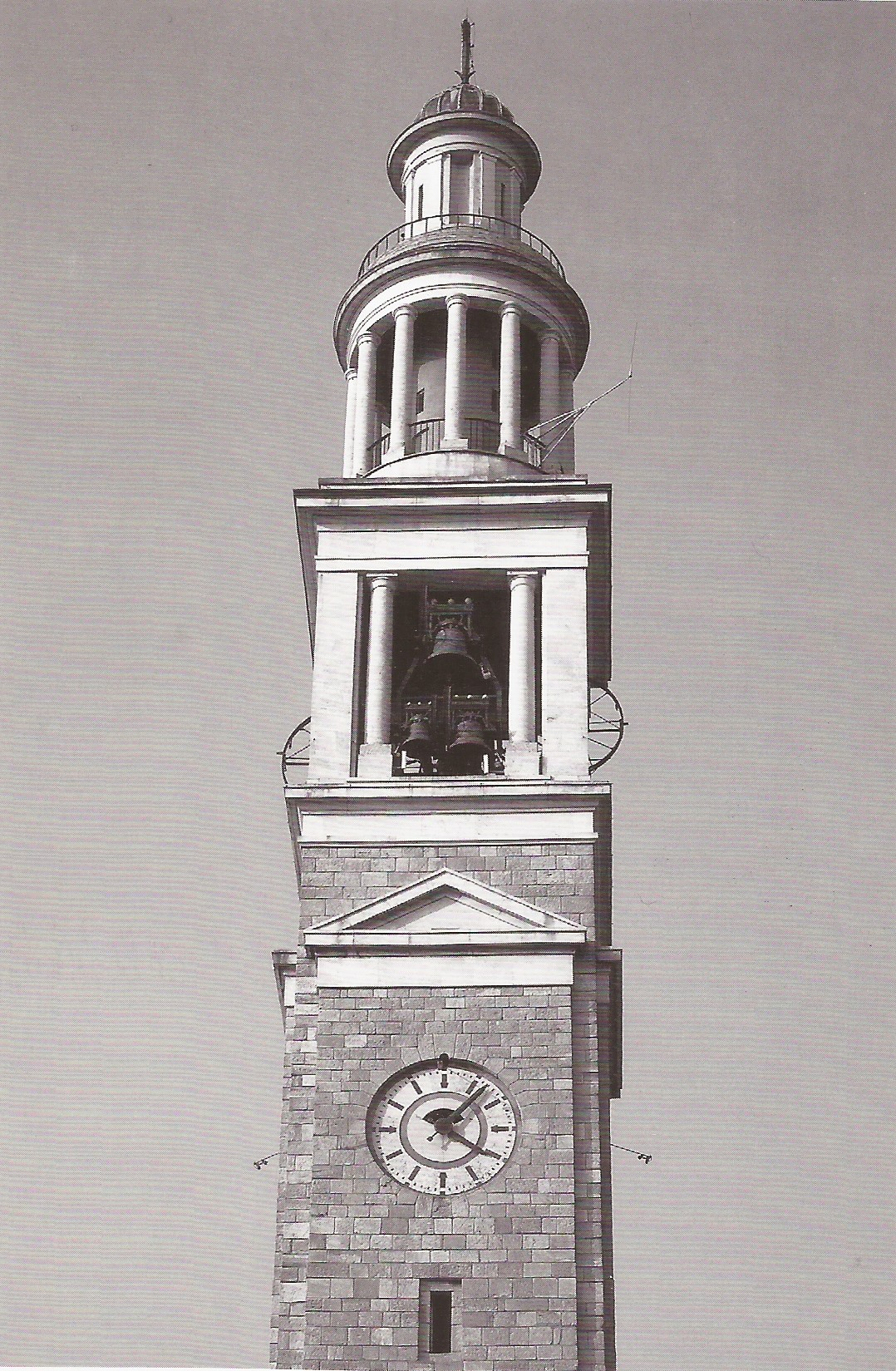
Campanile parrocchia del Santissimo Redentore

## Itinerari naturalistici e culturali

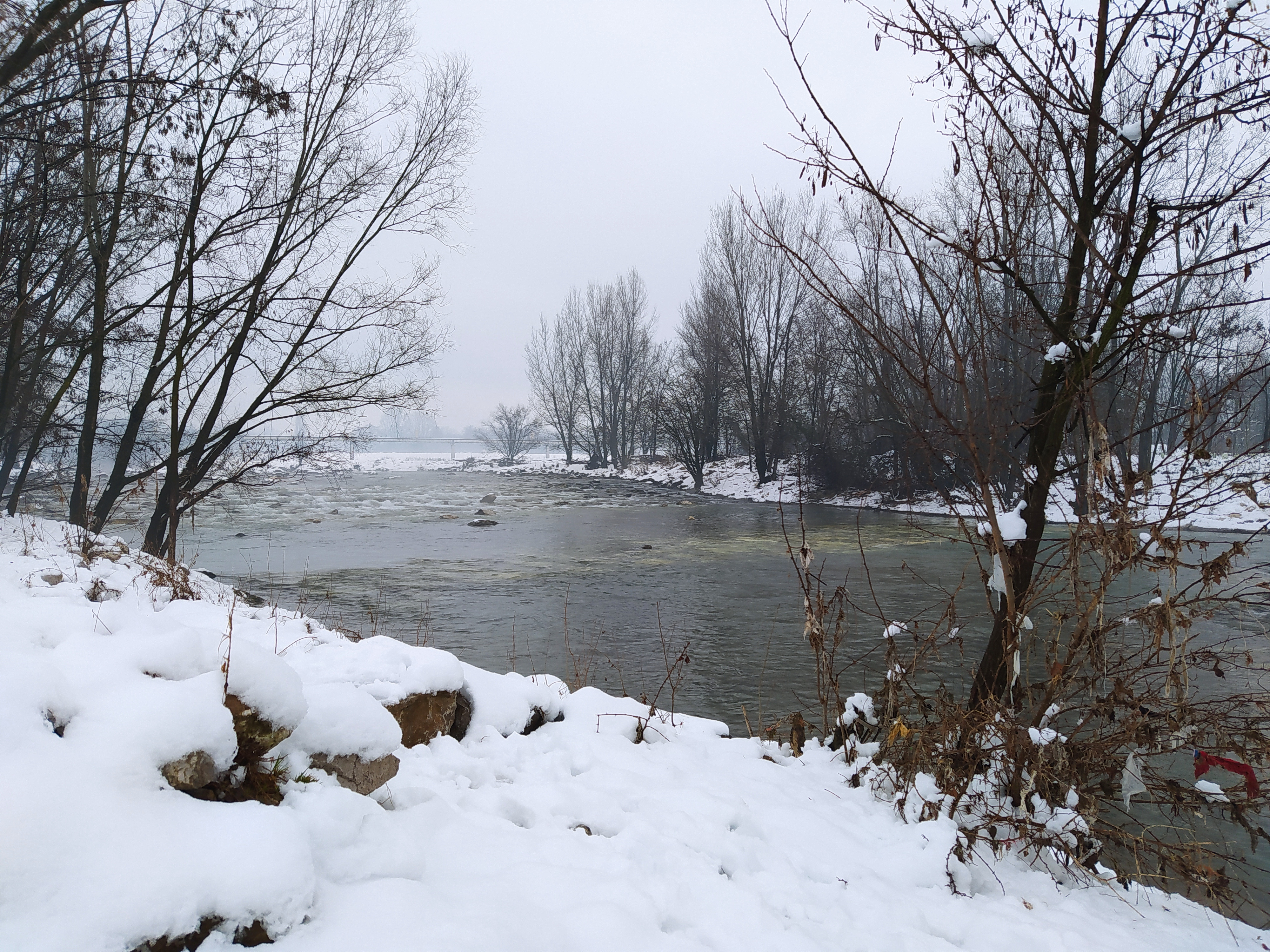
Oasi verde con neve

### Itinerari naturalistici
Due sono i parchi che si dipartono da Seriate lungo il fiume Serio: a nord il PLIS Serio-Nord fino a Villa di Serio; a sud il parco regionale del Serio, fino alla confluenza con l’Adda.
Il parco locale di interesse sovracomunale del Serio Nord è stato riconosciuto nel 2006 e la sua superficie è di circa 157,55 ettari. Comprende non solo una parte della città di Seriate, ma anche delle zone dei comuni di Gorle, Pedrengo, Scanzorosciate e Villa di Serio. Tra gli obbiettivi principali della creazione del Parco vi sono la valorizzazione e la salvaguardia dell'ambiente fluviale ed agrario e la creazione di spazi di fruizione eco-compatibili.
Il Parco Regionale del Serio occupa una superficie di 7.750 ettari, è stato creato nel 1985 e la sua gestione è affidata ad un consorzio. Il Parco regionale del Serio si estende sia sulla sponda destra che su quella sinistra del fiume dando origine all’Oasi verde 1 e all'Oasi verde 2: entrambe attraversate da piste ciclabili e da percorsi pedonali, dal 2012 sono collegate da un ponte a strallo che attraversa il fiume.
Sponda destra
Dal ponte di Corso Roma si piega a sud in via Nullo, si prosegue fino al canile municipale (parcheggio), si scavalca lo scolmatore delle acque di piena del Morla e si prosegue parallelamente al fiume sino a Grassobbio.
Sponda sinistra
L'accesso è da via Lazzaretto (parcheggio) dove, tra vegetazione spontanea e piantumata, percorso salute e area giochi, si sottopassa la circonvallazione Padania. Da qui si dipartono due percorsi ciclo-pedonali: quello di sinistra prosegue fino a Malpaga e quello di destra, dopo aver superato la zona sportiva di tiro al piattello, continua lambendo il fiume e il sentiero luminoso dell’aeroporto.
Il PLIS Serio-Nord, dopo il parco di Villa Piccinelli, si sviluppa (a causa dell’inurbazione) solo lungo la sponda sinistra del fiume, fiancheggiando il terrazzamento nel tratto in cui l’alveo è più stretto; l'accesso è da via Venezian; il percorso è solo pedonale, fino a Pedrengo.

### Itinerari a Contenuto Storico
Origini
Giungendo dalla via Lunga (Zona Fiera di Bergamo), si giunge ad un rondò con fontana; si gira a sinistra e dove c'è un parcheggio, poco prima del sottopasso stradale, si possono osservare i resti di una cisterna romana databile IV-V secolo d.C. Si ritorna alla rotonda e si prende la direzione sud via Paderno; dopo il semaforo, a destra, c’è un prato sotto cui sono stati trovati i resti del cimitero romano (nove tombe).
Il nucleo di abitazioni appena oltrepassato testimonia il successivo insediamento, cioè il nucleo più antico di Seriate. Si torna al semaforo e si percorre via Garibaldi, sino ad arrivare, prima della curva, alla cascina Molina, struttura medioevale della nobile famiglia Della Torre.
Luoghi Garibaldini
Venendo da Bergamo, oltrepassato il ponte sul fiume Serio, si giunge in piazza San Giovanni XXIII, antistante la chiesa parrocchiale. A sinistra si erge l'enorme caseggiato di proprietà Piccinelli, dove abitava Ercole, sindaco di Seriate, preso in ostaggio dagli Austriaci l’8 giugno 1859. Al semaforo si svolta a destra e si percorre via Decò e Canetta, fino al cavalcavia della stazione ferroviaria sulla linea Bergamo-Brescia. Al centro di un ampio slargo che offre un piacevole affaccio sul fiume, sorge il monumento in ricordo dei Garibaldini che qui combatterono. Ritornando verso la chiesa, al semaforo si svolta a destra. Oltrepassata la strettoia della chiesa, a sinistra c'è l'ampio parco antistante la scuola elementare “Battisti”, a destra il parco e la villa Ambiveri. Poco più avanti, sul lato sinistro del rondò, inizia il Viale delle Rimembranze che porta al Cimitero. Entrando dal cancello principale, a destra si giunge al monumento funebre, di colore bianco e azzurro, dedicato a Francesco Decò e Torquato Canetta, i due giovani eroi morti nello scontro del giugno 1859, che vide gli Austriaci in fuga.
Poco più avanti, a sinistra, in un appezzamento recintato, in perpetuo riservato alla nobile famiglia Tasca, è sepolto Ottavio Tasca, patriota risorgimentale che con i suoi versi si meritò il titolo di "poeta nazionale” e venne anche esiliato in Francia. Nella tomba della famiglia Tasca è sepolto anche Vittore, fervente patriota garibaldino che seguì l'eroe dei due mondi nella spedizione dei Mille. Morì a Seriate nel 1891. Riposa accanto al fratello Ottavio e a suo nipote Giulio Tasca che, ereditò dal padre Ottavio il forte senso di solidarietà sociale continuando le opere di soccorso ai più bisognosi. Sul suo cippo funerario è issata la croce di ferro che si trovava sul campanile della chiesa di San Pietro d’Alcantara, travolta nel 1889 da una piena del Serio.
Anche Bice Tasca, sorella di Giulio, affianca le opere munifiche del fratello e come lui lascia in eredità i suoi beni al Luogo Pio Bolognini.
Comonte
La collina di Comonte è raggiungibile in auto da via Comonte e a piedi da via L. Corti, percorrendo una scaletta tra il verde del pendio. Nel piazzale antistante la chiesa della Visitazione di Santa Maria Elisabetta si può parcheggiare e, attraverso un sentiero a sinistra, si costeggia il lato nord del castello Rivola sino a giungere ad un ampio parcheggio. Si scende a destra verso villa Tassis, proprietà e sede dell'Istituto della Sacra Famiglia, fondato da Santa Paola Elisabetta Cerioli, ultima proprietaria del palazzo e di buona parte della collina e della piana sottostante. È un percorso di particolare rilevanza naturalistica e ambientale (sono presenti 27 specie autoctone), ma anche storico, artistico e spirituale. Lungo la discesa si trova una delle tre edicole dislocate sulla collina, quella del trapasso di San Giuseppe.
Museo cittadino "Mons. Guglielmo Carozzi"

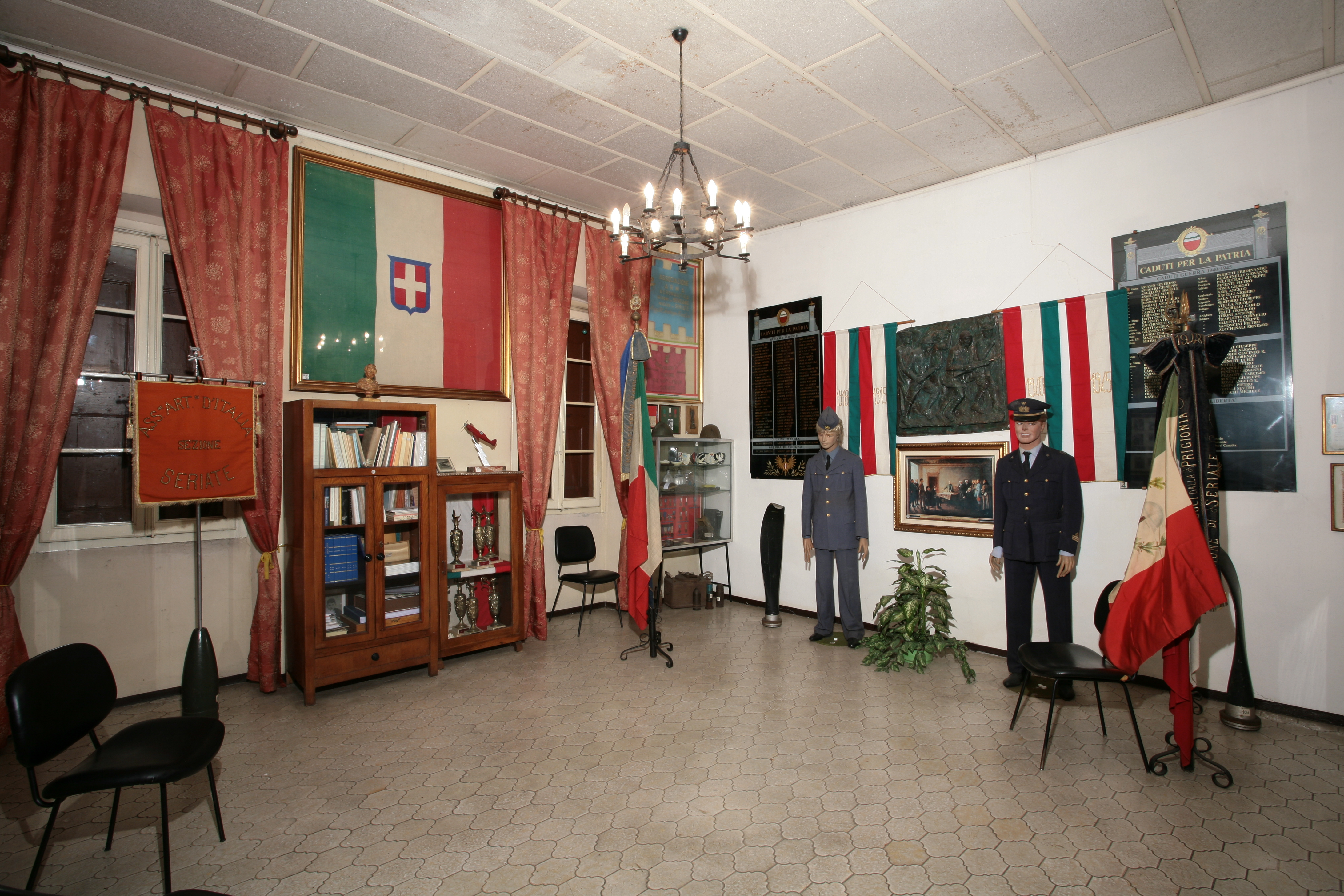
Museo Carozzi

Il museo cittadino è intitolato alla figura di Mons. Guglielmo Carozzi ed è allestito in un'ala della villa Piccinelli.
Il museo
(Scritta, datata 28 settembre 1975, sul portone d’ingresso del museo)
Costituito agli inizi degli anni Trenta del secolo scorso come raccolta di reperti e documenti riguardanti il territorio di Seriate e i suoi abitanti, per iniziativa del conte Piccinelli e del dottor Guido Pelliccioli, ha assunto poi forma di museo permanente, grazie alla passione e alla cura dell'allora presidente cav. Dino Capelli.
Il percorso museale si suddivide in sette sale.
Seriate sui passi della libertà e della democrazia.
Percorso sulle tracce di storia dal Risorgimento alla Liberazione.
A cura della Sezione ANPI "F. Fasana" di Seriate
Il percorso parte dalla Stazione ferroviaria e dall'obelisco che ricorda il "fatto d'arme" del 1859; raggiunge la Villa Ambiveri (la cui storia rivela alcuni importanti aspetti della storia economico-sociale della Città; la Villa, inoltre è stata abitazione di Betty Ambiveri, nota antifascista organizzatrice di una delle più importanti formazioni partigiane); si raggiunge poi il parco antistante la Villa con la lapide dedicata al contributo dei Seriatesi alla guerra di Liberazione e ai morti delle giornate 27-28 aprile 1945; davanti al Cimitero è il monumento voluto dall'ANPI Seriate per ricordare coloro che hanno dato la vita per la fine del fascismo e la nascita della democrazia. Fuori dal Cimitero sono due lapidi interessanti: l'una dedicata ai morti della prima guerra mondiale e l'altra ai morti delle foibe. All'interno del Cimitero si visita: il monumento ai due giovani garibaldini morti nello scontro di Seriate Francesco Decò e Torquato Canetta, il cippo che ricorda la presenza degli sfollati veneti della prima guerra mondiale e la cappella dedicata ai morti della Resistenza e della Liberazione.

### Scuole
- Liceo scientifico E. Majorana
- Scuola edile di Bergamo

## Geografia fisica

### Geologia
Il territorio di Seriate, prevalentemente pianeggiante ad esclusione della collina di Comonte, è stato fortemente segnato dall'azione del fiume a partire dalle glaciazioni quaternarie con una successione di fasi di deposizione e di erosione.
I materiali trasportati e depositati dal Serio, che proprio a Seriate passa dal corso pedemontano a quello tipicamente planiziale, si sono sedimentati in strati di ghiaie sabbiose e argillose profondi 10 metri.
La collina di Comonte, ascrivibile a quella formazione geologica denominata “Arenaria di Sarnico”, emerse per sollevamento tettonico nell'era Mesozoica – cretaceo superiore. Lo scioglimento dei ghiacciai dell'era Quaternaria, l'azione disgregatrice delle radici delle piante, le reazioni chimiche e, non ultime quelle dell'uomo, hanno eroso e modellato il rilievo, che ora mostra un andamento planimetrico allungato e un profilo altimetrico regolare di 267 metri s.l.m.

### Idrografia
Seriate è sorta in una posizione geografica strategica, in quanto si trova nei pressi di un fiume. Il Serio ha avuto sempre un ruolo così importante nella storia urbanistica di Seriate, tanto che da esso sono stati creati numerosi corsi d'acqua artificiali. Almeno fino dal Medioevo il fiume Serio è legato alla vita e all'economia non solo di Seriate ma anche del suo capoluogo Bergamo.
Le Rogge
Il fiume Serio sembra avere un andamento torrentizio soprattutto nella stagione calda, ma ciò deriva da due fattori importanti: la permeabilità del letto, in particolare nella parte planiziale e il prelievo forzato nelle rogge, gestito dal Consorzio di Bonifica.
Il territorio di Seriate è percorso dalle seguenti rogge:
- Riva sinistra:

1. Roggia Comunale: il punto di captazione è poco a monte del ponte della ferrovia, prosegue sul lato destra della via Decò e Canetta e successivamente si divide in due rami all'incirca all'altezza della piattaforma ecologica: il ramo Roggia Comunale prosegue in direzione sud e si divide in ulteriori tre rami, di cui due vanno verso Calcinate e Cavernago e il terzo si esaurisce nei campi; l'altro ramo, denominato Roggia Bagnatica-Cattanea, transita per la Ca’ Altina e si dirige verso Bagnatica.
2. Roggia Brusaporto: ha origine in comune di Gorle, poco a valle del ponte; a Seriate, presso la località Casa delle Lucche, si divide in due rami, che per un tratto corrono paralleli: il ramo Roggia Brusaporto sfiora la Ca' Altina e si dirige verso Brusaporto; l'altro ramo, denominato Roggia Patera, prosegue verso Calcinate.
3. Roggia Martinenga-Borgogna: nella località Corna dei Dragoni di Villa di Serio si trova la struttura per la captazione dell’acqua, che transita ad est del nucleo di Seriate per poi proseguire fino a Martinengo.

- Riva destra:

1. Roggia del Ponte Perduto: deriva le proprie acque dal Serio immediatamente a valle del ponte di Gorle, giunge a Seriate e in località Mortini si divide in tre rami: la Roggia della Compagnia di Boccaleone verso ovest, la Roggia della Compagnia di Urgnano verso sud- ovest e la Roggia del Ponte Perduto verso sud-est.
2. Roggia Nesa-Vescovada: è la sola roggia in territorio di Seriate che non sia derivata dal Serio: le sue acque infatti provengono dal torrente Nesa in comune di Ranica. Giunta a Seriate scavalca nei pressi della località Mortini la roggia Ponte Perduto e prosegue fino a lambire i muri della chiesa di Sant'Alessandro martire a Paderno, proseguendo poi verso Orio al Serio.
3. Roggia Morlino di Grassobbio: le sue acque derivano in località Daste dalla roggia Morlana, irrigano una piccola parte del territorio seriatese, ad ovest, proseguendo poi per Boccaleone e successivamente per Grassobbio.
4. Roggia Vecchia: deriva dal Serio, di fronte alla derivazione della Roggia Comunale, poco a monte della ferrovia; si divide in due rami, diretti rispettivamente ad Azzano San Paolo e Zanica.

In alcuni tratti queste rogge e le loro diramazioni sono interrate: le loro acque scorrono sotto le strade di Seriate.

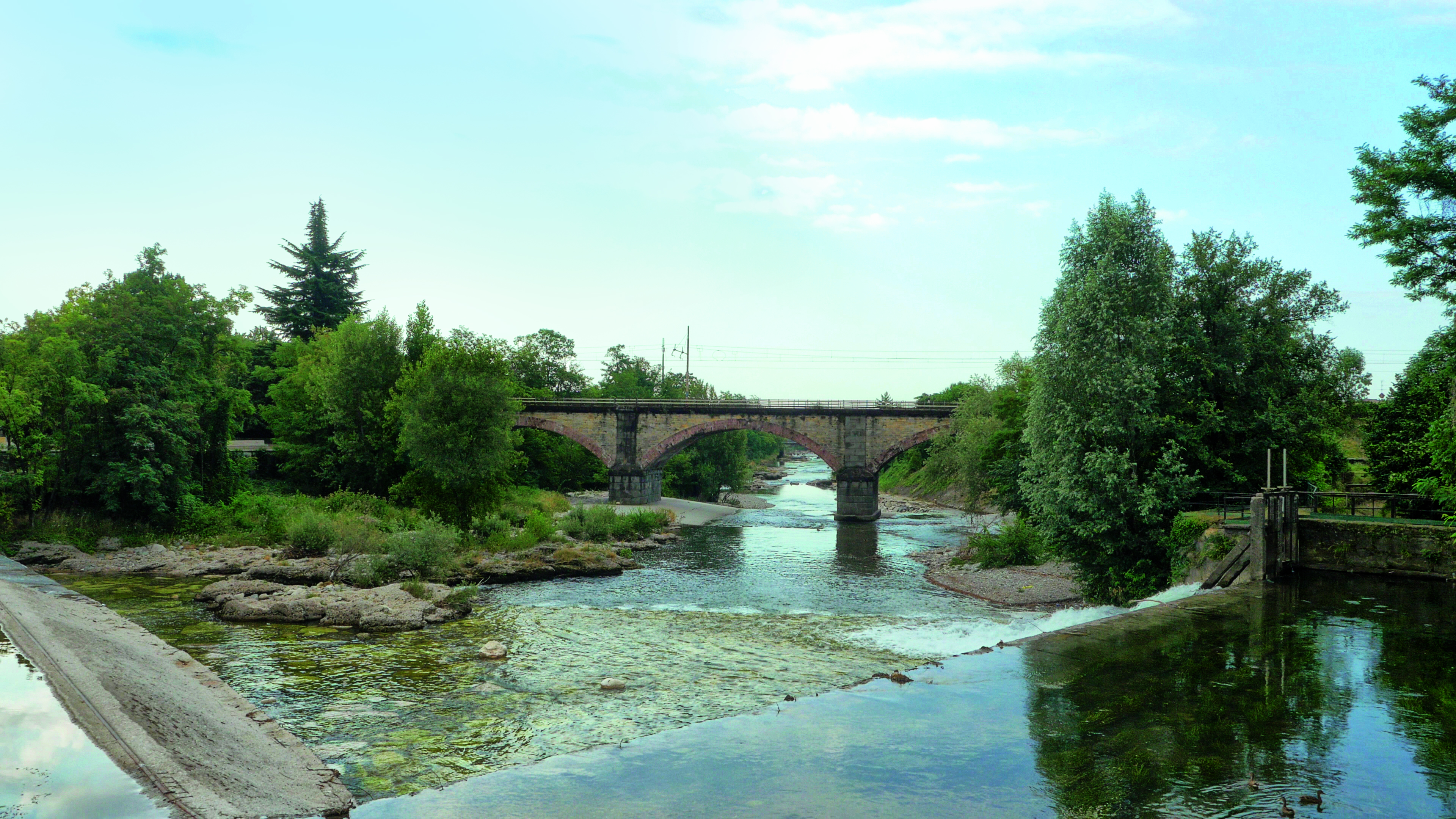
Cascata del fiume Serio
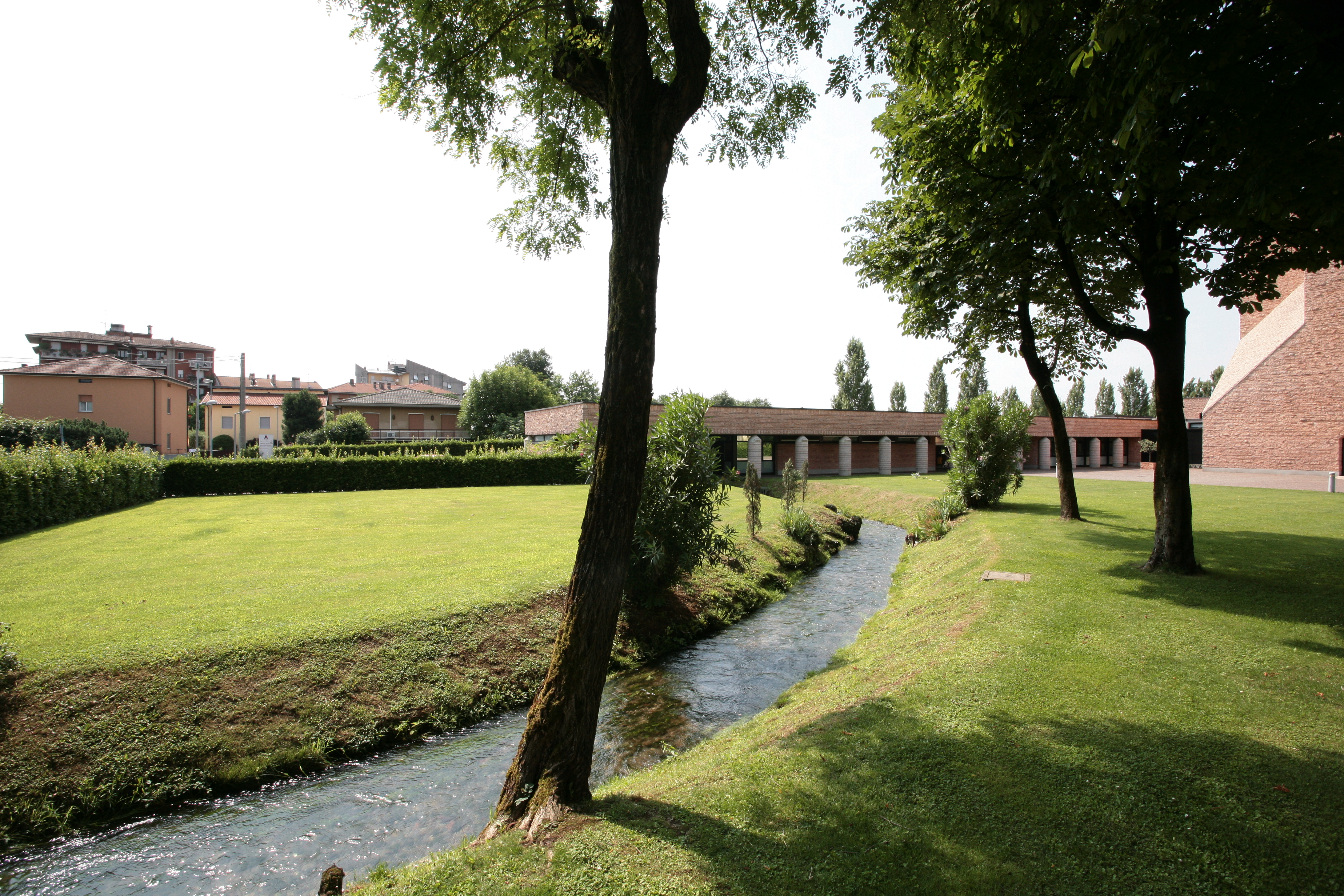
Roggia Nesa-Vescovada

## Geografia politica
La città di Seriate si trova alla fine della via Borgo Palazzo di Bergamo, nella direzione che conduce al fiume Serio. Seriate occupa una superficie di 12,41 km², in gran parte posta lungo le rive del fiume Serio. Il Serio ha contribuito sia ad unire sia a separare le due sponde, infatti mentre talvolta si presenta come elemento di mediazione, altre volte si presenta come ostacolo. Il fiume condiziona varie funzioni dello spazio urbano, come per esempio la viabilità, le sedi dell'abitare e i luoghi di lavoro.

### Paderno
Il territorio di Paderno si trova nella parte occidentale del comune di Seriate. L'origine del termine “Paderno” potrebbe essere l'aggettivo latino “paternus”, che indica un fondo ereditato dal padre. Il primo testo che menziona quest'area è un documento del 979. È possibile che i primi insediamenti di Seriate sorgessero nella zona di Paderno. Infatti la via Paderno si trova nei pressi del fiume Serio, ma tuttavia sicura rispetto ad eventuali inondazioni. Questa ipotesi potrebbe essere confermata dai resti di necropoli e cisterne idriche risalenti al II e al IV secolo. Nel Cinquecento la zona di Paderno è talmente importante che viene menzionata nelle mappe dei cartografi. Le prime attività commerciali nella zona di Paderno sono iniziate dopo gli anni Cinquanta.

### Comonte
La frazione di Comonte si trova nel quadrante nord-est della città di Seriate ed il suo territorio è caratterizzato da una collina con un'altezza di 277 metri. Inoltre, Comonte è l'area geologicamente più antica del territorio di Seriate.

### Cassinone
La frazione di Cassinone è situata a sud del territorio comunale. Cassinone appartiene a tre Comuni: Seriate, Calcinate e Bagnatica. Questa frazione è una località rurale in cui è presente una zona industriale ed artigianale.

## Amministrazione
| Periodo | Periodo   | Primo cittadino       | Partito | Carica  | Note |
| ------- | --------- | --------------------- | --- | ------- | --- |
| 1994    | 2004      | Marco Sisana          | Lega Nord | Sindaco | |
| 2004    | 2009      | Silvana Santisi Saita | Lega Nord | Sindaco | |
| 2009    | 2013      | Silvana Santisi Saita | Lega Nord - lista civica Silvana Saita Sindaco- Popolo della Libertà                                                         | Sindaco | Decaduta dalla carica di Sindaco in quanto eletta nel Consiglio Regionale della Lombardia (aprile 2013) |
| 2013    | 2014      | Nerina Marcetta       | Lega Nord - lista civica Silvana Saita Sindaco- Popolo della Libertà                                                         | Sindaco | |
| 2014    | 2019      | Cristian Vezzoli      | Lega Nord - Progetto Seriate - Forza Italia                                                                                  | Sindaco | |
| 2019    | 2024      | Cristian Vezzoli      | Lega Nord - Progetto Seriate - Centro Destra per Seriate                                                                     | Sindaco | |
| 2024    | In Carica | Gabriele Cortesi      | Lega Seriate Lega Nord - Fratelli D'Italia- Giorgia Meloni -Lista Civica Cortesi Sindaco Seriate al centro - Cortesi Sindaco | Sindaco | |

## Società
Osservando i dati comunali, è possibile notare che il 60% della popolazione di Seriate proviene dall'esterno del comune di Seriate. La maggior parte di questo 60% è costituita da cittadini originari di zone montane della provincia di Bergamo e dal capoluogo dell'omonima provincia.

### Evoluzione demografica
Abitanti censiti

### Etnie e minoranze straniere
Secondo i dati ISTAT al 31 dicembre 2023 la popolazione straniera residente era di 3 478 persone,  dalle quali, di fatto, il centro abitato ne è largamente gremito. Le nazionalità maggiormente rappresentate in base alla loro percentuale sul totale della popolazione residente erano:
- Romania 538
- Pakistan 309
- Albania 248
- Marocco 292
- Ucraina  288
- Bolivia 185
- Senegal 179
- India 140
- Bangladesh 131
- Filippine 131
- Cina  116

## Infrastrutture e trasporti
Nel 1919 a Seriate fu inaugurato un capolinea della rete tranviaria di Bergamo, che rimase attivo fino al 1953; tale linea, previa elettrificazione, ricalcava il percorso della preesistente tranvia a vapore Bergamo-Soncino, a sua volta attiva fra il 1884 e il 1931.
Le infrastrutture più rilevanti sono l'autostrada A 4, che ha migliorato l'accessibilità di Seriate e il suo collegamento a Bergamo, la linea ferroviaria Milano-Brescia, che connette la città di Seriate con le altre realtà della regione Lombardia, e l'asse interurbano, che ha permesso ulteriori connessioni tra Seriate e la provincia di Bergamo.
Nel territorio comunale è presente una stazione ferroviaria, che verrà però soppressa al posto di un'altra (che sorgerà tra la fiera di Bergamo e l’ospedale comunale).